# Comportement érotique
Pour les articles homonymes, voir sexualité (homonymie).
Vous pouvez aider à l'améliorer ou bien discuter des problèmes sur sa page de discussion.
- Le fond est à vérifier. Si vous venez d’apposer le bandeau, merci d’indiquer ici les points à vérifier. (Marqué depuis novembre 2020)
- Il fait référence à des sources qui ne semblent pas présenter la fiabilité et/ou l'indépendance requises. Vous pouvez aider, soit en recherchant des sources de meilleure qualité pour étayer les informations concernées, soit en attribuant clairement ces informations aux sources qui semblent insuffisantes, ce qui permet de mettre en garde le lecteur sur l'origine de l'information. (Marqué depuis novembre 2020)
- Il peut contenir un travail inédit ou des déclarations non vérifiées. Vous pouvez l’améliorer en ajoutant des références. (Marqué depuis novembre 2020)

- Archive Wikiwix
- Bing
- Cairn
- DuckDuckGo
- E. Universalis
- Gallica
- Google
- G. Books
- G. News
- G. Scholar
- Persée
- Qwant
- (zh) Baidu
- (ru) Yandex
- (wd) trouver des œuvres sur Wikidata

Vous pouvez aider à l'améliorer ou bien discuter des problèmes sur sa page de discussion.
- Son contenu est peut-être sujet à caution et doit absolument être sourcé. Si vous connaissez le sujet traité ici, vous pouvez le retravailler à partir de sources pertinentes en utilisant notamment les notes de bas de page. (Marqué depuis novembre 2020)
- Il doit être recyclé. La réorganisation et la clarification du contenu sont nécessaires. (Marqué depuis novembre 2020)
- Son introduction est soit absente, soit non conforme aux conventions de Wikipédia. (Marqué depuis novembre 2020)

- Archive Wikiwix
- Bing
- Cairn
- DuckDuckGo
- E. Universalis
- Gallica
- Google
- G. Books
- G. News
- G. Scholar
- Persée
- Qwant
- (zh) Baidu
- (ru) Yandex
- (wd) trouver des œuvres sur Wikidata

Le comportement érotique chez les hominidés se distingue du comportement de reproduction.

## Explication neurobiologique
Les réflexes sexuels, tel le réflexe moteur de la lordose, sont secondaires. En particulier, la lordose, qui est un réflexe moteur complexe et indispensable à la réalisation de la copulation des mammifères non-primates (rongeurs, canidés, bovidés…), n'est apparemment plus fonctionnelle chez la femme. Les stimuli sexuels ne déclenchent plus chez la femme ni l'immobilisation ni la position réflexe de lordose. Au niveau des systèmes olfactifs, l'organe voméronasal est altéré chez les hominidés et 90 % des gènes des récepteurs aux phéromones deviennent des pseudogènes chez l'être humain,,. Concernant le contrôle hormonal, les activités sexuelles sont progressivement dissociées des cycles hormonaux. L'être humain peut avoir des activités sexuelles n'importe quand au cours de l'année et des cycles hormonaux,. Au contraire, l'importance des récompenses / renforcements et de la cognition est devenue majeure. En particulier chez l'être humain, l'important développement du néocortex permet l'émergence de la culture, qui exerce une influence majeure sur les comportements. Pour toutes ces raisons, la dynamique du comportement sexuel a été modifiée.
En simplifiant, il existe chez les mammifères trois grands circuits neurobiologiques qui contrôlent le comportement de reproduction :
1. les circuits olfactifs (flèches rouges, schéma ci-dessous), à l'origine de l'excitation sexuelle[10],[11] et de l'orientation sexuelle[12],[13] ;
2. les circuits des réflexes sexuels (lordose, érection, éjaculation… flèches orange), qui permettent la copulation ;
3. les circuits des récompenses sexuelles (système de récompense associé au pénis/clitoris – flèches bleues), qui sont impliqués dans les apprentissages sexuels (en particulier de la motivation sexuelle). L'activité de ces circuits est contrôlé par les hormones[7].

Mais, en raison des réflexes sexuels comme la lordose qui ne sont plus fonctionnels et de l'altération des gènes liés à l'olfaction, les circuits innés moteurs (flèches orange) et olfactifs (flèches rouges) deviennent secondaires. Chez l'être humain, c'est surtout le circuit du système de récompense relié aux zones érogènes (clitoris et pénis - flèches bleues) qui devient le plus important. Ainsi, chez l'être humain, l'analyse des circuits neurobiologiques encore fonctionnels montre que le but du comportement sexuel n'est plus la copulation, mais la recherche des récompenses / renforcements érotiques. Ce plaisir intense est procuré par la stimulation du corps et des zones érogènes, et en particulier par la stimulation du pénis, du clitoris et du vagin. Ce comportement, où les récompenses / renforcements érotiques sont le but neurobiologique, devient un comportement érotique. La reproduction, chez l'être humain, peut devenir une conséquence indirecte de la recherche des récompenses érotiques,.
Mais cette recherche des récompenses érotiques est modulée par plusieurs types de facteurs (voir le schéma de synthèse ci-dessous).

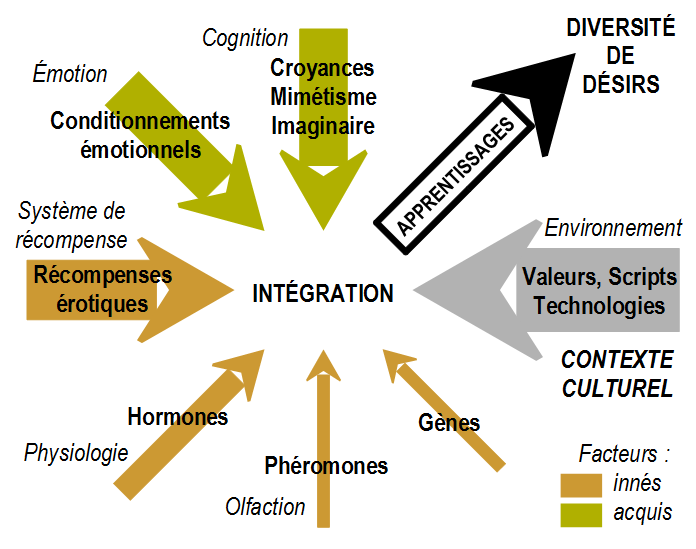
Modélisation de l'apprentissage de la sexualité érotique et culturelle de l'être humain.

Les hormones et les phéromones ont encore des effets résiduels,,, et les émotions (comme la peur ou le dégoût) exercent une influence importante sur la dynamique érotique. Mais c'est surtout l'influence de la cognition et de la culture qui est prépondérante. On observe que la recherche des récompenses érotiques se réalise de manières très différentes en fonction des représentations cognitives, des croyances, et des contextes culturels,,,.
La question de la nature de la sexualité humaine est ancienne. L'opposition, entre le modèle instinctuel et hormonal du « comportement de reproduction » et le modèle hédonique et culturel du « comportement érotique » appris et réalisé pour obtenir du plaisir, a suscité de nombreuses controverses. Mais ce n'est qu'aux alentours des années 2000 que des recherches en éthologie, en ethnologie et en neurosciences ont apporté des données précises permettant d'étayer les deux modèles. La sexualité des hominidés (qui représentent moins de 0,1 % des espèces de mammifères) et surtout celle des êtres humains, apparaît bien distincte de celle des autres animaux.

## Limites du modèle du «comportement de reproduction»
Dès les origines de la psychologie, à la fin du XIXe siècle, les principaux chercheurs, médecins ou sexologues ont supposé l'existence d'un instinct de la reproduction. Le seul comportement sexuel « naturel » était donc le coït vaginal, qui permet la fécondation, et tous les autres comportements (masturbation, sodomie, homosexualité...) ne pouvaient qu'être une déviation de l'instinct ou une pathologie.
Les recherches menées en neurosciences à la fin du XXe siècle ont confirmé, chez les mammifères non-primates, l'existence de structures innées qui orientent le comportement vers la copulation hétérosexuelle,. Mais le comportement de reproduction n'est pas entièrement instinctuel, car des apprentissages cruciaux sont nécessaires. De surcroît, ces apprentissages sont influencés par les caractéristiques de l'environnement et les hormones n'ont pas un contrôle total du comportement, ce qui explique, déjà chez les mammifères non-primates, l'existence d'activités sexuelles sans rapport avec la reproduction.
Néanmoins, globalement, il s'agit d'un comportement de reproduction, car la structure du système nerveux est spécifiquement organisée pour la copulation hétérosexuelle.
Mais ce modèle du « comportement de reproduction », valable pour les mammifères non-primates (rongeurs, canidés, ovins…), est-il toujours pertinent pour les hominidés ?
Car dès le début du XXe siècle, les études sur la sexualité des primates, en éthologie, ainsi que chez l'être humain en ethnologie, en histoire et plus récemment en neurosciences, ont accumulé des données peu compatibles avec l'existence d'un instinct de la reproduction chez les hominidés,,,.

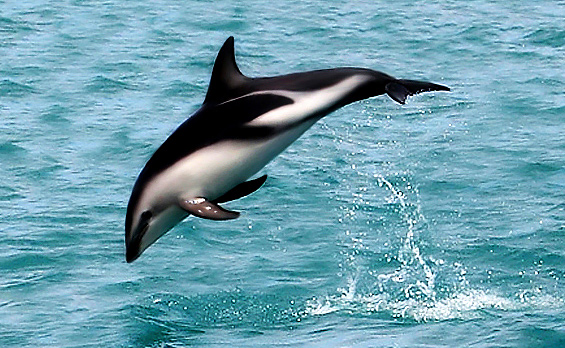
Les dauphins ont aussi des activités sexuelles très diversifiées.

En synthèse, s'il existait chez les primates un « comportement de reproduction », alors comment peut-on expliquer :
- D'une part, toutes les activités sexuelles qui ne permettent pas la reproduction, observées tant chez les hominidés que chez l'être humain :
  - Les activités homosexuelles (avec quelques cas d'homosexualité presque exclusive chez les chimpanzés, les gorilles, les langurs, les macaques, les dauphins[26]…)
  - La masturbation (bonobos, orangs-outans, gibbons, siamangs, langurs et dauphins[26])
  - La masturbation réciproque (bonobos, chimpanzés et dauphins[26])
  - Le baiser (qui n'a aucun rapport avec les organes génitaux, observé chez les bonobos[26])
  - La fellation (bonobos, chimpanzés, macaques et les dauphins)[26]
  - le cunnilingus (chimpanzés, gibbons[26])
  - la sodomie (orang-outan[26])
  - Les activités sexuelles prépubères (alors que l'appareil reproducteur est immature, observées chez les bonobos, les chimpanzés, les gorilles, les gibbons, les siamangs, les macaques et les dauphins[26])
  - L'utilisation d'objets (bonobos[26])
  - Les caresses sensuelles
  - Des activités telles que le frottement de la vulve contre une autre vulve, fréquent chez des femelles bonobos et les diverses activités non reproductives des dauphins[26])
  - Et les activités sexuelles entre espèces différentes (occasionnellement observées chez : bonobos, chimpanzés ou macaques, mais plus fréquentes en captivité[26] ou chez les animaux domestiques — chien avec chat, lapin avec chat, chien avec poule, chien avec lion, tigre avec chien, etc. [note 1] —)
- D'autre part, toutes les activités sexuelles pouvant aboutir à une fécondation, mais particulières :
  - Les préférences pour certains partenaires[26] (car cela réduit le nombre de partenaires fécondables) ;
  - Les activités bisexuelles, fréquentes chez les hominidés[27] :
    - bonobos, activités hétérosexuelles 50 à 60 %, donc homosexuelles 50 à 40 %[26] ;
    - chimpanzés, activités hétérosexuelles à 70 %[26] ;
    - gorilles, hétérosexuelles à 80 %[26] ;
    - orang-outan, hétérosexuelles à 80 %, mais 80 % homosexuelles quand jeune[26] ;
    - gibbons, hétérosexuelles de 50 à 80 %[26] ;
    - langurs, hétérosexuelles à 70 %[26] ;
    - macaques, hétérosexuelles à 70 %[26] ;
    - dauphins, hétérosexuelles de 50 à 70 %[26] ;
    - orques[26]

  - La sexualité de groupe (bonobos, chimpanzés[26])
  - Et les orgies[28] (où le sexe se combine aux aliments, chants, danses et à l'ivresse), habituelles dans l'Antiquité grecque et romaine[29].

À un niveau plus théorique, plusieurs questions nécessitent des réponses précises, en particulier chez l'être humain :
- Quel est le rôle et l'importance des récompenses / renforcements sexuels [8]?
- À quoi correspond le plaisir sexuel et quelle est sa fonction ?
- Quelle est la différence entre le plaisir corporel agréable provoqué par une caresse (sur le dos par exemple) et le plaisir érotique provoqué par la stimulation d'une zone érogène ?
- Pour quelles raisons la recherche du plaisir corporel agréable n'est pas considérée comme liée à l'orientation sexuelle, alors que la recherche du plaisir érotique est considérée comme indissociable d'une orientation homosexuelle ou hétérosexuelle ?
- S'il existe un instinct de la reproduction, comment expliquer qu'un circuit cérébral, spécialisé pour contrôler la copulation hétérosexuelle, puisse permettre des activités inter-espèces[note 1] ?
- S'il existe un instinct de la reproduction, qui contrôle les activités sexuelles vers l'hétérosexualité et le coït vaginal, alors pour quelles raisons existe-t-il dans un certain nombre d'espaces culturels et sociaux une forte valorisation du couple hétérosexuel et une forte homophobie ? Pour quelles raisons est-il nécessaire d'avoir des contraintes culturelles si l'être humain est « naturellement » monogame et hétérosexuel ?
- S'il existe un instinct, où se trouve-t-il dans le cerveau ? Comment est-il organisé dans le système nerveux ?
- Si la testostérone est l'hormone du comportement sexuel, comment agit-elle sur les activités motrices ? Comment la testostérone provoque-t-elle par exemple le baiser, la fellation ou le coït vaginal ? Sur quels centres moteurs (médullaires, mésencéphaliques…) agit-elle pour provoquer et contrôler l'anulingus ?
- À quoi correspond l'amour et quelle est sa fonction ?
- À quoi correspond l'addiction sexuelle et quelle est sa cause[30] ?
- Quel est le rôle et l'importance des apprentissages ?

Au fur et à mesure qu'apparaissaient ces questions, des chercheurs et des sexologues ont proposé des explications : les apprentissages sont un complément de l'instinct ; le couple est uni par l'amour ; le baiser sert à augmenter l'excitation sexuelle pour faciliter le coït vaginal ; les caresses sensuelles sont des préliminaires aux activités érotiques. De plus, comme la fécondation guidée par l'instinct était la norme de référence, la pathologie a souvent été invoquée pour expliquer les activités non reproductrices : la masturbation est un vice moral ; l'homosexualité est, suivant les auteurs, une anomalie génétique, un dérèglement hormonal, un trouble du développement, ou une inversion de l'instinct ; la bisexualité est un état d'immaturité temporaire, de transition entre l'hétérosexualité et l'homosexualité ; la sexualité de groupe provient de troubles psychologiques ; la sodomie est une perversion ; les activités sexuelles inter-espèces sont une maladie.
Mais la majorité de ces explications sont difficilement vérifiables ou vagues, et ne sont pas toutes confirmées par les observations éthologiques ou ethnologiques : par exemple, le couple uni par l'amour n'est pas une stratégie privilégiée des mammifères, puisque moins de 5 % des espèces sont monogames (renard, chacal, castor, gibbon, siamang…). La bisexualité est commune chez tous les hominidés,, il est alors difficile de la considérer comme une maladie ou un trouble psychologique. Dans la majorité des sociétés, le baiser n'est pas pratiqué (ni d'ailleurs dans la majorité des espèces de mammifères), ce qui montre que sa fonction supposée d'augmenter l'excitation sexuelle n'est pas indispensable. De plus, dans les sociétés où la sexualité est fréquente et valorisée (en particulier en Océanie : Marquisiens, Hawaïens, Tahitiens…), les hommes et surtout les femmes n'ont apparemment pas de problèmes d'excitabilité sexuelle.

« Les femmes marquisiennes n'ont apparemment pas de difficulté à avoir un orgasme ; elles semblent capables d'atteindre cet état orgastique seulement après un petit nombre d'expériences sexuelles, et elles apprennent rapidement à le contrôler de telle sorte qu'elles atteindront l'orgasme avec le partenaire. »

De plus, l'accumulation de ces explications diverses a produit un modèle explicatif de la sexualité humaine qui est complexe : une hypothèse de base, fondée sur l'instinct et les hormones, qui n'explique qu'une minorité des faits, et qui doit être complétée par de nombreuses justifications particulières (appelées ad hoc) pour chacun des nombreux faits inexpliqués.
En conclusion, ce modèle du « comportement de reproduction » ne peut expliquer de manière satisfaisante, chez les primates, toutes les nombreuses activités érotiques différentes du coït vaginal.

## Données scientifiques récentes
Les recherches récentes ont mis en évidence des modifications, au cours de l'évolution, de plusieurs facteurs biologiques qui contrôlent la sexualité des mammifères. Ces modifications sont résumées dans le schéma ci-dessous.

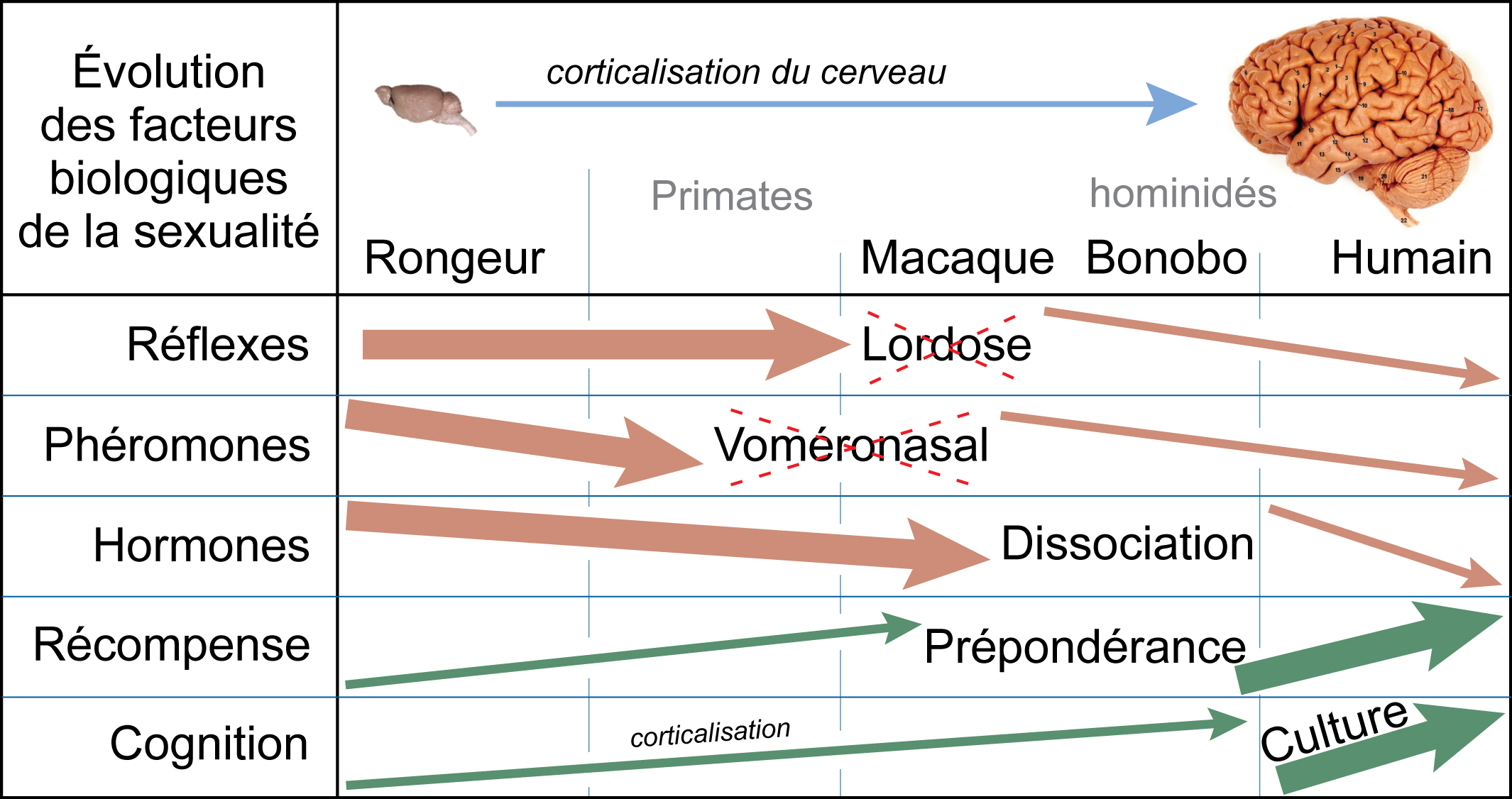
Évolution des principaux facteurs neurobiologiques qui contrôlent le comportement sexuel des mammifères.

Ces données scientifiques récentes, publiées depuis les années 2000, et complétées par des données plus anciennes, vont permettre de proposer pour les primates une alternative au modèle du « comportement de reproduction ».

### Dissociation des activités sexuelles des cycles hormonaux

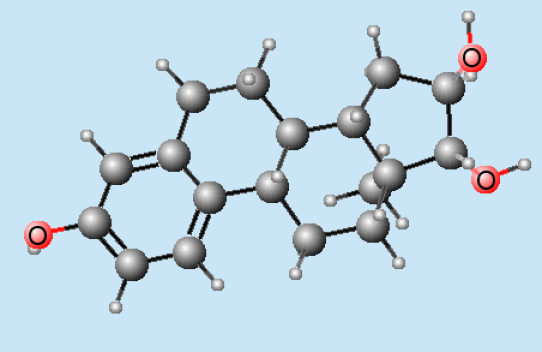
Hormones : molécule d'estriol.

Les hormones sont un facteur majeur et primordial du comportement de reproduction chez les mammifères inférieurs. Quelles sont alors leurs fonctions et leur importance chez les primates et chez l'Homme ?
Les hormones contrôlent la reproduction chez les mammifères non-primates, entre autres en couplant les activités sexuelles aux saisons propices (cycles saisonniers) et aux périodes où l'organisme est physiologiquement fécondable (puberté et cycles œstraux).
La principale évolution du contrôle hormonal est le découplage, la dissociation entre la physiologie de la reproduction et les activités sexuelles. Cette évolution est particulièrement visible chez les femelles (cf. figure « Dissociation » ci-dessous).

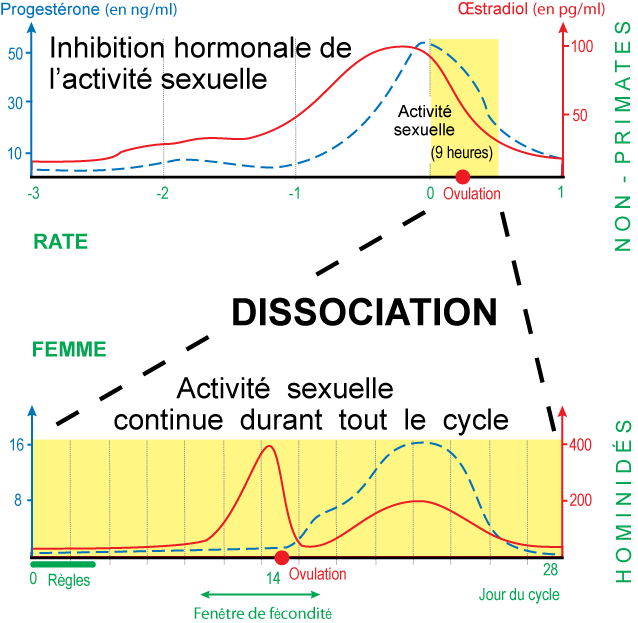
Dissociation des activités sexuelles de la reproduction, chez les femelles des mammifères. Comparaison entre les espèces les moins corticalisées (rongeurs) et les plus corticalisées (humains).

Chez l'être humain, le contrôle hormonal saisonnier a quasiment disparu : les activités sexuelles existent toute l'année. Les hormones ont encore une faible influence, mais il faut utiliser des méthodes statistiques pour mettre en évidence un cycle sexuel saisonnier qui est résiduel.
Chez la femme, le contrôle hormonal œstral a également quasiment disparu : les activités sexuelles existent tout au long du cycle menstruel. Néanmoins, une faible influence hormonale existe : en utilisant des analyses statistiques, on observe une plus grande fréquence des activités sexuelle à la période périovulatoire.
Le contrôle hormonal pubertaire, également, a quasiment disparu : si le contexte culturel le permet, les activités sexuelles débutent dès les premières années de la vie,,,,.
En conclusion, l'influence des hormones sur les activités sexuelles diminue en fonction du développement du cerveau. L'influence est maximale chez les rongeurs, atténuée chez les primates et faible chez l'être humain.

« L’homme (ndlr : l'être humain) apparaît comme le terme d’une évolution où la part prise par le système nerveux central devient dominante, tandis que le signal hormonal, tout en restant présent et actif, perd de son importance pour n’être que facultatif. »

Chez l'humain, l'évolution cruciale du contrôle hormonal est qu'il n'existe plus d'inhibition du comportement sexuel, et que les activités sexuelles sont dissociées des cycles hormonaux. Pour ces raisons, les activités sexuelles humaines peuvent avoir lieu même quand l'organisme ne peut se reproduire, et la sexualité est dissociée de la reproduction.

### Altération des gènes des récepteurs aux phéromones

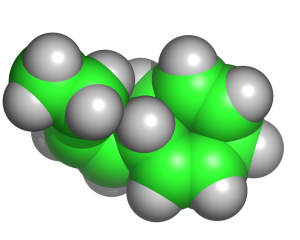
Phéromones : molécule d'ectocarpene

Les phéromones sont le principal mode de communication des organismes vivants. Quelles sont alors leurs fonctions et leur importance chez les primates et chez l'Homme ?

#### Orientation sexuelle
Des données importantes, publiées en 2002 et 2007 dans les revues Science et Nature, proviennent des travaux de Catherine Dulac à l'université Harvard aux États-Unis. Des souris mâles dont l'organe voméronasal est inactivé ne reconnaissent plus le partenaire de sexe opposé. Ces mâles se mettent alors à copuler avec des femelles et avec des mâles,. Ces expériences montrent que ce sont les phéromones qui permettent la reconnaissance du partenaire de sexe opposé, c'est-à-dire qui permettent l'orientation sexuelle des rongeurs. Ces données montrent également qu'en l'absence des informations phéromonales, le comportement sexuel des rongeurs devient bisexuel,.

#### Altération du système voméronasal
D'autres données, publiées en 2003 dans PNAS, sont complémentaires aux travaux de Catherine Dulac. Ces données proviennent des travaux de Jianzhi Zhang et de David Webb à l'université du Michigan aux États-Unis. Grâce à des techniques de séquençage des gènes (PCR), ils ont montré que les gènes de l'organe voméronasal étaient altérés chez les Catarrhiniens (les primates de l'ancien monde : être humain, chimpanzé, orang-outan, gorille, gibbon, babouin…). Ces travaux indiquent que l'organe voméronasal de ces primates est altéré, et donc que la capacité de cet organe à détecter des phéromones est également altérée.
De plus, la diminution de l'importance de l'olfaction, provoquée par l'altération des systèmes olfactifs voméronasal et principal, est une tendance évolutive générale,.
Chez l'être humain, les travaux de Catherine Dulac suggèrent que l'altération de l'organe voméronasal des primates altérerait la capacité de reconnaître le partenaire de sexe opposé à partir des informations olfactives innées. Néanmoins, on observe encore des effets olfactifs, mais qui sont résiduels. En effet, les expérimentations scientifiques avec des phéromones ne mettent en évidence que des effets faibles, essentiellement physiologiques (comme la synchronisation du cycle menstruel) ou affectifs, mais aucun effet comportemental,.
En conclusion : chez les primates et surtout chez l'être humain, les phéromones n'ont plus qu'un effet faible sur le comportement sexuel.

### Disparition fonctionnelle du réflexe de lordose
Chez les mammifères non-primates, la lordose est un réflexe moteur complexe, inné et crucial pour la femelle (Figure: Lordose et Video: Copulation). Ce réflexe de lordose permet, par la courbure du dos, de bien présenter la région génitale au mâle, ce qui permet la pénétration vaginale. Lors de l'œstrus (les « chaleurs »), les œstrogènes arrivant dans l'hypothalamus désactivent le circuit cérébral qui bloquait le réflexe. Puis, quand le mâle monte la femelle en œstrus, les stimuli tactiles sur les flancs et la croupe déclenchent la contraction réflexe des muscles lombaires, ce qui provoque la courbure de la colonne vertébrale.
Contrairement à la diversité des activités sexuelles humaines, les femelles non-primates ne peuvent réaliser que l'activité sexuelle instinctive et réflexe de lordose (pas de baiser, fellation, coït en face-à-face…).
Or chez les hominidés et l'être humain, le réflexe de lordose n'est plus fonctionnel : les stimuli sexuels (comme une caresse sexuelle sur la croupe) ne déclenchent plus l'immobilisation de la femme et la position réflexe de lordose.

### Reformulation de la notion d'«instinct»

#### Instinct bisexuel?
D'autres données importantes, publiées en 2007 dans Nature, proviennent également des travaux de Catherine Dulac à Harvard.
Des expériences sur des souris ont montré qu'une souris femelle avait dans son cerveau les structures nécessaires à produire un comportement sexuel mâle. Ces expériences, qui confirment des travaux antérieurs, montrent que le cerveau des mammifères inférieurs est équipé pour avoir des comportements bisexuels.
Le modèle hormonal classique du développement, avec ses phases organisationnelles et activationnelles, supposait que la différenciation sexuelle était plus importante : le cerveau de la femelle avait un circuit sexuel femelle et le cerveau du mâle avait un circuit sexuel mâle. Ce modèle serait donc à revoir partiellement.
Les expériences de Catherine Dulac permettent de comprendre les raisons pour lesquelles on observe chez les mâles ou les femelles des comportements d'inversion de genre (le mâle se comporte comme une femelle et la femelle comme un mâle. Observé chez : Bonobos, Macaque, etc.), et surtout, de comprendre l'existence des comportements bisexuels chez les mammifères,.

#### Instinct partiel?
D'autres données, neurobiologiques et anthropologiques, proviennent des travaux de Serge Wunsch et de Philippe Brenot à l'EPHE-Sorbonne à Paris. Ces travaux montrent qu'il n'existe qu'un instinct sexuel partiel, et que des apprentissages cruciaux sont nécessaires à l'expression du comportement de reproduction.
En conclusion : Ces données montrent que la notion d'« instinct », ainsi que les conceptions classiques de la différenciation sexuelle du cerveau, sont à reformuler, au moins partiellement.

### Stimulation des zones érogènes

#### Comportement érotique
Des observations éthologiques importantes, publiées de 1990 à 2008 dans plusieurs ouvrages, proviennent des travaux sur le comportement sexuel des grands singes (Chimpanzés, Orang outan, Gorille…). Les travaux les plus connus sont ceux de Frans de Waal à l'université Emory aux États-Unis. Ses études ont montré la grande diversité du comportement sexuel du chimpanzé pan paniscus (bonobo),. La plupart des nombreuses et fréquentes activités sexuelles qu'il a observées n'ont aucun rapport avec la fécondation, ce qui n'est pas très compatible avec l'existence d'un instinct de reproduction.
Ces observations montrent, de plus, que l'existence de nombreuses activités érotiques sans rapport avec la fécondation, permet néanmoins la reproduction et la survie de l'espèce.

#### Exubérance sexuelle
D'autres observations éthologiques importantes concernant le comportement sexuel des grands singes ont été rassemblées et analysées par Bruce Bagemihl. Son livre, publié en 1999, montre l'« exubérante » diversité du comportement sexuel de différentes espèces animales, et en particulier des primates. Comme les travaux de Frans de Waal, l'étude de Bagemihl montre que ces comportements ne sont guère compatibles avec un instinct de la reproduction.
En conclusion, les observations éthologiques du comportement sexuel des grands singes montrent que les activités sont centrées sur la stimulation des zones érogènes, et qu'elles ne sont guère compatibles avec l'existence d'un instinct de reproduction ou d'un comportement de reproduction.

### Prépondérance des renforcements / récompenses

#### Prépondérance des renforcements
Des analyses et des données importantes proviennent des travaux d'Anders Agmo à l'université de Tromsø en Norvège. Après une trentaine d'années de recherche en neurobiologie du comportement sexuel, Anders Agmo a publié en 2007 chez Elsevier un ouvrage qui est une synthèse de ses recherches et des connaissances sur le sujet. Les résultats de ses analyses indiquent que les renforcements / récompenses sont le principal facteur à l'origine du comportement sexuel chez l'être humain.
L'importance des renforcements dans le comportement sexuel avait déjà été remarqué par plusieurs chercheurs.

#### Zones érogènes
Des travaux de Winkelmann montrent que les zones érogènes génitales sont constituées de tissu muco-cutané, et que ce tissu se trouve à tous les orifices corporels, ou à proximité (pénis/clitoris, le prépuce, la partie externe de la vulve, la peau périanale, les mamelons et les lèvres), en transition entre l'extérieur et l'intérieur de l'organisme, entre la peau et les muqueuses internes.
Or la plupart de ces orifices sont des zones érogènes stimulées au cours des activités érotiques (organes génitaux, lèvre, mamelon, peau péri-anale). Ce qui suggère fortement que le tissu muco-cutané serait du tissu érogène, et, en relation avec les récompenses, créerait un système à l'origine de la répétition des stimulations du corps. La stimulation de ce tissu au niveau des zones érogènes activerait les récompenses, produisant une sensation consciente de plaisir érotique, ce qui entraînerait ainsi le désir de répéter cette activité de stimulation, pour obtenir encore du plaisir.

#### Stimulations hédoniques
Les travaux de neurophysiologie et de neuroimagerie d'Hakan Olausson à l'Université de Göteborg en Suède, et de Johan Wessberg à l'Université de Liverpool en Grande-Bretagne, publiés entre 2002 et 2008, ont montré que la peau poilue du corps était en relation avec le système de récompense, et avec le cortex insulaire, régions impliquées dans le traitement des sensations hédoniques,,. Ces travaux montrent une relation fonctionnelle entre la stimulation du corps et la production de sensations agréables, ce qui permettrait d'expliquer la raison pour laquelle les primates sont des animaux sociaux de contact.
En simplifiant, les mammifères rechercheraient le contact physique, les stimulations du corps ou les caresses, car la stimulation du corps procurerait du plaisir,,,. Ces résultats expliqueraient également la continuité entre les caresses agréables, les caresses sensuelles et les caresses érotiques, puisque la peau poilue se trouve sur presque tout le corps, ainsi qu'à proximité des zones érogènes et du tissu mucco-cutané.

#### Conditionnements
S'il n'existe pas d'instinct sexuel, et si la stimulation du corps et des zones érogènes dépend des récompenses, alors cela signifie que le comportement sexuel humain est appris, et appris par conditionnements (par conditionnement opérant avec un renforcement primaire sexuel). Alors toutes les lois des apprentissages associatifs s'appliquent au développement du comportement sexuel.
L'importance des conditionnements dans le comportement sexuel avait déjà été remarqué par plusieurs chercheurs,.
En synthèse, ce résultat est très intéressant, car il permet d'expliquer le comportement sexuel par un seul facteur, principal et primordial, les renforcements / récompenses :
- cette hypothèse est compatible avec le modèle et les résultats béhavioristes. Le comportement sexuel est appris essentiellement par conditionnement pavlovien et skinnérien[8] ;
- cette hypothèse permet d'expliquer avec un seul et même facteur quasiment toutes les activités érotiques : si l'être humain pratique la masturbation (autosexualité), le baiser (activité sans relation avec les organes génitaux), la fellation ou le cunnilingus (activités oro-génitales), ou le coït vaginal (qui permet la reproduction), que ce soit avec une personne de sexe différent (hétérosexualité), de même sexe (homosexualité) ou des deux sexes (bisexualité), c'est toujours essentiellement pour obtenir des récompenses ;
- les renforcements / récompenses, sont des processus inconscients, mais ils sont perçus comme des sensations de plaisir sexuel. Ce qui signifie, en simplifiant, que l'être humain recherche les activités sexuelles surtout pour obtenir du plaisir érotique ;
- et cela correspond à ce que chacun ressent subjectivement : on recherche des stimulations érotiques du corps et des zones érogènes car ces stimulations procurent des plaisirs intenses.

### Prépondérance de la cognition

Comparaison des cerveaux de différents mammifères

Au cours de l'évolution, la taille et l'organisation du cerveau des mammifères a changé. Les capacités cognitives (mémoire, raisonnement, abstraction, symbolisation, création d'outils…) du cerveau humain se sont développées, tant au niveau quantitatif que qualitatif. Sur l'image ci-contre, on remarque les différences importantes entre les espèces. Le cerveau de l'être humain (en haut à gauche) est bien différent de celui des souris (en bas à droite, agrandir l'image pour voir). La très grande différence de taille provient surtout du développement du néocortex, qui est la structure qui permet la cognition. Les deux figures ci-dessous suggèrent bien l'importance majeure des processus cognitifs chez l'être humain.

De plus, des recherches en sociologie, ainsi que des travaux d'ethnologie réalisés durant tout le XXe siècle, par la confrontation de l'extrême diversité des pratiques et des croyances sexuelles, ont mis en évidence l'importance de la culture dans le développement de la sexualité humaine,,,,. La culture étant rendue possible par le développement des capacités intellectuelles, ces travaux montrent, indirectement, l'importance devenue prépondérante chez l'être humain des capacités cognitives dans la sexualité.

### Le «bricolage de l'évolution»
Enfin, les travaux sur l'évolution de Stephen Jay Gould et de François Jacob (lauréat du prix Nobel de physiologie ou médecine de 1965), expliquent la persistance au cours de l'évolution du comportement érotique, bien qu'il ne semble guère optimisé pour réaliser la reproduction.
La théorie de François Jacob est généralement désignée par la métaphore du « bricolage de l'évolution »,. Cette théorie, fondée sur l'observation des bizarreries et des imperfections du monde vivant, suppose que l'effet majeur de la sélection naturelle n'est pas l'optimisation mais plutôt l'élimination des organismes non viables. C'est-à-dire passer de l'idée que tout ce qui n'est pas optimisé est évolutivement impossible à l'idée que tout ce qui survit — peu importe la manière — est possible.
Stephen Jay Gould a également critiqué l'importance démesurée accordée à l'effet d'optimisation : « La théorie de l'évolution, telle qu'elle est présentée dans de nombreux textes de vulgarisation, attribue à la sélection naturelle le rôle d'un principe de perfection qui opère avec tant de précision et d'omnipotence que les animaux paraissent répondre à un ensemble de mécanismes incorporés, programmés pour leur faire atteindre une forme optimale ».
Par exemple, chez les chimpanzés pan paniscus (bonobos), le comportement sexuel n'est pas optimisé pour la reproduction : les trois quarts des activités sexuelles ne permettent pas la fécondation (masturbation, activités homosexuelles, activités prépubères, baiser, etc.) et, en moyenne, chaque individu pubère a quotidiennement plusieurs activités sexuelles permettant la reproduction, ce qui peut apparaître comme un « gaspillage » pour l'unique fécondation et gestation annuelle,,. Néanmoins, ce comportement non optimisé permet la reproduction et la survie de l'espèce.
La conclusion de ces travaux est que l'évolution est le résultat de l'action de plusieurs facteurs : la sélection naturelle, la sélection sexuelle, mais aussi le hasard, qui explique que les organismes vivants ne sont pas complètement optimisés et parfaits.
À noter également, dans une analyse de l'évolution plus positive, que le comportement érotique peut avoir des avantages en termes d'adaptation : renforcement des liens sociaux, apaisement des conflits, réconciliation,…

### Synthèse / Conclusion
En synthèse de toutes ces données anciennes et nouvelles :
- Il existe chez les mammifères non-primates un instinct partiel du comportement de reproduction, qui correspond à plusieurs circuits cérébraux innés (principalement olfactifs, moteurs et des récompenses).

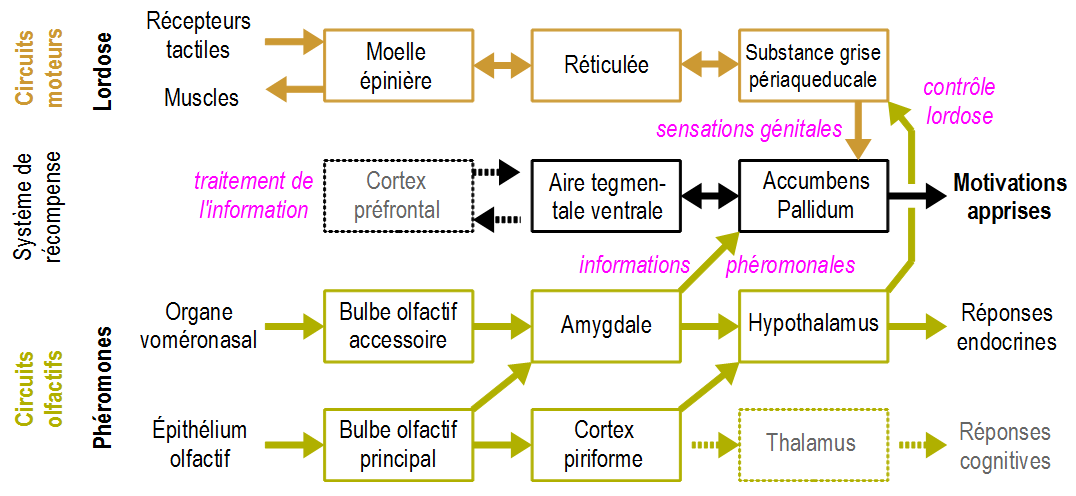
Description des principaux circuits neurobiologiques innés qui contrôlent le comportement de reproduction chez les mammifères femelles non-primates.

- Ces circuits neuraux innés de la reproduction ont été altérés ou modifiés au cours de l'évolution, des rongeurs aux hominidés. On observe principalement l'altération de 90 % des gènes des récepteurs aux phéromones, la disparition fonctionnelle du réflexe crucial de lordose, l'important développement du néocortex et de la cognition, ainsi que la disparition des inhibitions hormonales cycliques.

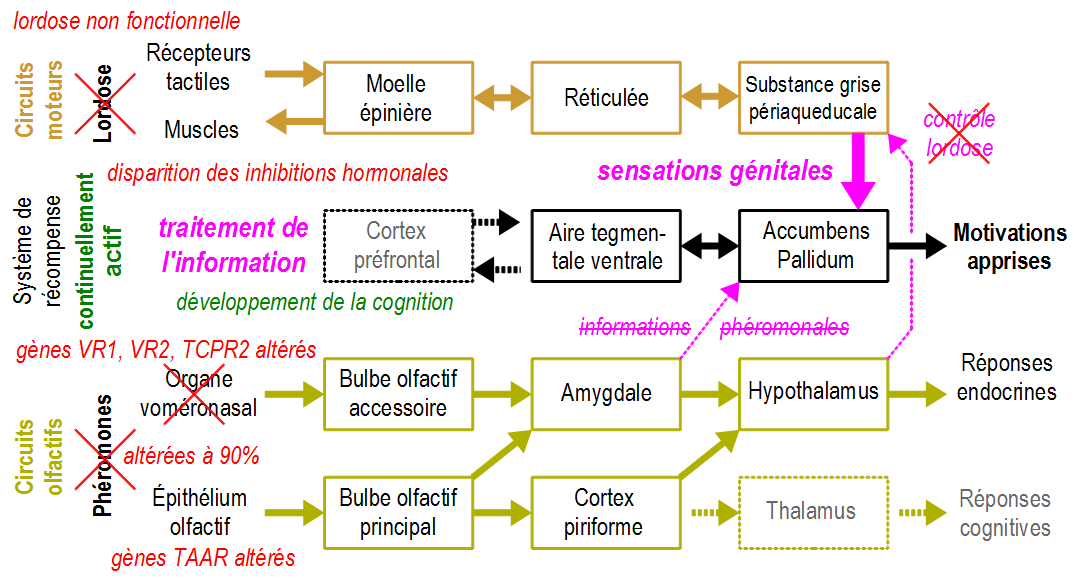
Évolution des principaux des circuits neurobiologiques innés qui contrôlent le comportement sexuel chez les mammifères femelles.

- Pour ces raisons, l'influence des hormones et des phéromones diminue graduellement, des rongeurs à l'Homme. En particulier la sexualité humaine est dissociée des cycles hormonaux de la reproduction, d'où les activités sexuelles et les récompenses érotiques sont continuellement fonctionnelles.
- Les renforcements / récompenses et la cognition deviennent prépondérant chez les primates
- Les hominidés pratiquent diverses activités sexuelles de stimulation des zones érogènes. Ce comportement érotique a des avantages sociaux, et il est peu compatible avec un instinct de la reproduction.
- Le concept d'instinct est à reformuler.
- Les êtres vivants ne sont pas complètement optimisés par l'évolution.

Toutes ces données étaient disponibles dans les années 2000, et elles ont été progressivement intégrées de manière cohérente dans un nouveau modèle, celui du « comportement érotique ».

## Changement de modèle: le «comportement érotique»
Une étape cruciale dans l'étude d'un comportement est d'identifier, de décrire et d'évaluer l'importance des différents facteurs qui sont : 1) à l'origine du développement de ce comportement, et 2) qui participent au fonctionnement de ce comportement à l'état adulte.
Pour simplifier, il y a plusieurs types de facteurs :
- primordiaux : ceux qui sont les plus importants et qui interviennent avant les autres ;
- innés : ceux qui existent dès l'origine dans l'organisme ;
- acquis : ceux qui sont en général appris au cours des interactions avec l'environnement.

Ces différents facteurs déterminent le développement et la dynamique du comportement sexuel.
Chez les mammifères non-primates (rongeurs, canidés, bovidés …), le comportement de reproduction est contrôlé par cinq facteurs innés principaux :
1. hormones
2. phéromones
3. réflexes sexuels
4. renforcements / récompenses
5. cognition

Chez les mammifères non-primates, les hormones et les phéromones sont les facteurs innés primordiaux, ce qui peut être représenté de la manière suivante :
- HORMONES
- PHÉROMONES
- Réflexes sexuels
- Renforcement
- Cognition

Mais au cours de l'évolution, la structure des mammifères a évolué, et en particulier celle du cerveau. La figure ci-contre suggère bien l'importance des modifications cérébrales, structurelles et fonctionnelles, entre les espèces.
Chez les primates, avec la prépondérance des renforcements / récompenses
et de la cognition, et l'affaiblissement des hormones et des phéromones, la représentation graphique de ces données devient :
- Hormones
- Phéromones
- Réflexes sexuels
- RENFORCEMENT
- COGNITION

On constate ainsi au cours de l'évolution un transfert graduel du contrôle du comportement sexuel : des hormones et des phéromones aux renforcements et à la cognition.
Ce sont toujours les mêmes facteurs, mais leur importance relative est modifiée. Ce qui modifie la dynamique du comportement sexuel.
Le « comportement de reproduction » devient graduellement un « comportement érotique ».

## Dynamique du comportement érotique

### Exemple du spina bifida

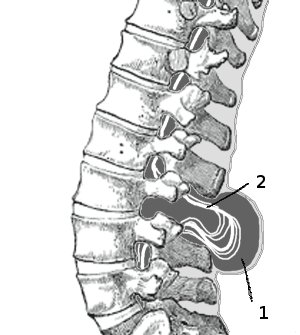
(1) Poche externe avec du liquide cérébro-spinal ; (2) Moelle épinière coincée entre les vertèbres

La pathologie du spina bifida permet de bien expliquer la dynamique basique du comportement érotique. Dans cette pathologie, la moelle épinière se développe en partie en dehors du corps et se retrouve écrasée par les vertèbres. Ce qui provoque souvent des lésions médullaires et dans ce cas les sensations provenant des organes génitaux ne parviennent plus au cerveau.
Le comportement érotique se limite à la partie haute du corps, au-dessus de la lésion médullaire. Ce sont uniquement les zones érogènes préservées qui sont stimulées, c'est-à-dire celles qui sont encore reliées au cerveau,.
De plus, on observe que ces activités (baiser, stimulation des seins…) ne permettent pas la reproduction. Cependant le comportement érotique existe toujours, mais il est limité aux régions du corps où il existe encore de la sensibilité tactile. Par contre, comme il n'y a plus d'activités génitales spontanées, le coït vaginal permettant la fécondation n'est pas pratiqué (sauf si la personne exécute volontairement chaque mouvement permettant le rapport sexuel, dans l'objectif de procréer). La pathologie du spina bifida met ainsi en évidence une dissociation entre le comportement érotique et le comportement de reproduction.
Le spina bifida met également en évidence l'importance cruciale pour le comportement érotique :
1. des relations, grâce aux nerfs, entre les zones érogènes et le cerveau ;
2. de l'importance majeure des zones érogènes, car chaque zone peut provoquer l'apparition d'une activité érotique propre à cette zone.

En effet, quand les nerfs médullaires sont détruits ou sectionnés, les organes génitaux n'ont plus de sensibilité tactile et érogène, ce qui entraîne l'absence des activités érotiques génitales (comme l'absence de la masturbation). Si l'activité motrice de masturbation était « instinctuelle » ou « programmée » dans le cerveau, la personne pourrait continuer à se masturber ; ce qui n'est pas le cas. En conclusion, une relation anatomique entre la zone érogène et le cerveau est nécessaire à l'apparition d'une activité érotique.
Ensuite, le spina bifida (et également les lésions médullaires accidentelles) entraîne l'apparition de nouvelles zones érogènes (phénomène appelé « transfert érogène », par exemple vers la nuque ou l'épaule). En cas de transfert érogène, on observe alors que les personnes stimulent ces nouvelles régions pour ressentir du plaisir. Ce plaisir provoqué par la stimulation des nouvelles zones érogènes est un peu différent du plaisir érotique ; les personnes ressentent des « frissons ou sensations particulières », une « impression de bouffées de chaleur », ou des para-orgasmes. En conclusion, l'existence d'une zone corporelle érogène induit le développement d'une activité motrice, répétée, de stimulation de cette zone,.
C'est d'ailleurs un phénomène similaire qui est l'origine des stimulations non sexuelles du corps. Les travaux d'Olausson ont montré que les caresses sur la peau poilue du corps provoque une activation dans le système de récompense et dans le cortex insulaire, des régions impliquées dans les sensations de plaisir ,,,. On retrouve un schéma fonctionnel similaire : la stimulation du corps procure différentes sensations de plaisirs, et l'être humain répète les stimulations de son corps pour obtenir ces plaisirs.

### Rôle des renforcements / récompenses
La région cruciale du cerveau à l'origine de la répétition des stimulations du corps est le système limbique, avec principalement le système des renforcements / récompenses. Les principales structures de ce système sont l'aire tegmentale ventrale, le noyau accumbens, l'hypothalamus latéral, le septum, l'amygdale et le cortex préfrontal.
Plusieurs expériences, réalisées chez l'animal et chez l'être humain, confirment l'importance de ce système des récompenses dans le comportement sexuel. Grâce à l'imagerie cérébrale, on observe chez l'homme que l'éjaculation et l'orgasme activent l'aire tegmentale ventrale.
Jaak Panksepp, un neurobiologiste spécialisé dans l'étude des émotions, a montré que déjà chez le rat, quand on implante une électrode dans le septum médian, l'animal apprend très vite à appuyer sur une pédale pour stimuler électriquement cette région. Le rat manifeste alors des réactions émotionnelles de « plaisir » et répète lentement et méthodiquement la stimulation, durant une longue période. Les êtres humains qui sont stimulés dans cette même région, au cours d'opérations chirurgicales, disent ressentir des sensations sexuelles agréables. De plus, l'injection dans cette région d'acétylcholine, un neuromédiateur excitateur, déclenche un orgasme,. Ces résultats suggèrent l'existence d'un système de « plaisir sexuel » dans le cerveau,.
En synthèse, toutes ces données supplémentaires corroborent que les zones érogènes, reliées par les nerfs au système de renforcements / récompenses, sont à l'origine de la répétition des stimulations du corps.

### Rôle des hormones
Il est largement admis que les hormones, et en particulier les androgènes, exercent un effet déterminant sur le comportement sexuel. Cet effet s'exerce : 
1. durant le développement de l'organisme sur l'anatomie et la physiologie du corps et de l'appareil reproducteur (effet organisationnel[83]) ;
2. sur le comportement sexuel (effet activationnel[83]). Quand les androgènes sont supprimées, surtout chez les mâles, c'est toutes les activités sexuelles qui disparaissent, qu'elles soient hétérosexuelles ou homosexuelles[48]. Il faut un minimum d'androgène dans l'organisme (testostéronémie d'environ 2,5 ng/ml de sang chez l'homme) pour que l'activité sexuelle ne soit pas altérée.

Mais quand le niveau des hormones est normal, est-ce une hormone qui va être à l'origine d'une activité érotique particulière, comme le baiser, la fellation, ou la masturbation ? Est-ce une hormone qui agit sur des neurones moteurs pour provoquer la masturbation réciproque ou sur un circuit précablé pour déclencher l'anulingus ?
Il n'existe aucune donnée scientifique qui supporte cette hypothèse :

« Nos connaissances endocrinologiques ne permettent pas d’expliquer les comportements sexuels paradoxaux [différents du coït vaginal : masturbation, activités homosexuelles ou prépubères, etc.]. L’existence d’un comportement de monte chez la femelle, en œstrus ou non, est couramment observée dans de très nombreuses espèces (Rongeurs, Canidés, Ongulés, etc.), de même que chez les jeunes animaux: on voit des agneaux de quelques jours chevaucher leurs congénères. Ici le mécanisme moteur du comportement de monte apparaît sans qu’il y ait eu de sécrétion de l’hormone mâle. De tels cas [sont] suffisamment fréquents pour que l’on puisse les considérer dans ces espèces comme normaux. »

En conclusion, les hormones sexuelles sont nécessaires (différenciation sexuelle en mâle et femelle, nécessité d'un taux minimal (2,5 ng/ml) dans l'organisme, etc.), mais pas suffisantes. En plus des hormones, il faut encore un autre facteur. Et toutes les données exposées dans les paragraphes précédents montrent que ce sont les récompenses, associées aux zones érogènes, qui vont être à l'origine des différentes activités érotiques.

### Modélisation
En fonction de toutes les données présentées ci-dessus, quel serait la dynamique du comportement érotique ?
Et en donnant aux renforcements le rôle primordial, c'est-à-dire qu'ils sont le facteur le plus important et surtout qu'ils agissent avant la cognition, les hormones et les phéromones, la dynamique érotique serait, en schématisant et en simplifiant, : 
- les renforcements / récompenses et les zones érogènes sont innés et existent dès les premières années de la vie ;
- les premières stimulations des zones érogènes activent les récompenses, ce qui provoque par conditionnement les répétitions ultérieures de ces stimulations ;
  - par exemple, le jeune enfant explore son corps, trouve et touche ses organes génitaux, et, comme c'est très agréable, il répétera régulièrement cette activité (sauf si elle lui est interdite[note 6]).
- ces apprentissages par conditionnements, associés avec toutes les autres formes d'apprentissages (sociaux, cognitifs…[63]), permettent le développement du comportement érotique[85] ;
- comme il existe plusieurs zones érogènes (génitale, anale, orale, pectorale…), chaque zone peut être l'objet d'activités érotiques particulières, et ainsi les activités érotiques deviennent diversifiées ;
- comme les hormones et les phéromones n'ont plus qu'une action faible, les activités érotiques sont continues tout au long du cycle menstruel[17], continues toute l'année[41] et sont plutôt bisexuelles (sauf si elles sont culturellement réprouvées)[27],[26] ;
- suivant le contexte culturel, certaines activités érotiques sont valorisées, favorisées ou seulement admises, tandis que d'autres sont dévalorisées, réprouvées ou interdites[note 6],[68] ;
- la majorité des personnes d'une société donnée éprouve, par conditionnement culturel, du mépris ou du dégoût pour les activités socialement réprouvées, et de l'approbation ou de la fierté pour les activités socialement valorisées ;
  - par exemple, les Marquisiens du XIXe siècle étaient très fiers de la propreté de leurs organes génitaux qu'ils lavaient régulièrement et méticuleusement, car dans leur culture l'hygiène sexuelle était très valorisée, et ils méprisaient les Européens en raison de la « saleté » de leurs organes génitaux[39] ;
- les activités érotiques non reproductives, comme la masturbation ou le baiser, s'expliquent par la recherche du plaisir ;
- les activités reproductrices existent et sont favorisées car les organes génitaux sont les zones les plus érogènes du corps[86] ;
- cette description correspond globalement aux observations éthologiques et ethnologiques du comportement sexuel observé chez les primates[26] et dans les différentes sociétés humaines[21] ;
- cette description correspond globalement à ce que chaque personne perçoit intuitivement. Les humains ont des activités sexuelles pour le plaisir (comportement érotique), et pas pour avoir des enfants (comportement de reproduction).

Comment cette dynamique comportementale se développe-t-elle, de la vie fœtale jusqu'à la période du vieillissement ?

## Développement du comportement érotique
En schématisant et en simplifiant, on peut distinguer plusieurs phases ou périodes physiologiques, cognitives, psychologiques et psychosociologiques dans le développement du comportement érotique, :

### L'enfance

#### Anténatal

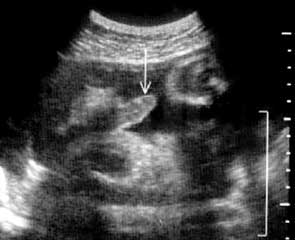
Échographie d'un pénis en érection (flèche blanche), chez un fœtus de 36 semaines.

La première phase du développement du comportement érotique est la période fœtale.
Cette période correspond principalement au développement des tissus biologiques, des organes et des fonctions somatosensorielles qui sont directement impliqués dans le comportement érotique. On observe en particulier le développement du tissu mucco-cutané décrit par Winkelman, et le développement des réflexes sexuels qui sont observés par échographie. La vasocongestion des organes génitaux existe apparemment dès la 12e semaine et l'érection a été observée dès la 23e semaine,. Vers la fin de la gestation, 75 % de ces érections sont associées à des phases similaires au sommeil paradoxal, suggérant que les relations entre le cerveau et le réflexe érectile sont déjà bien développées. À cette période apparaissent des stimulations génitales qui ressemblent à de la masturbation,, et quelques cas de réactions comportementales qui suggèrent l'orgasme ont été observés,. En conclusion, à la naissance, plusieurs réflexes sexuels sont déjà fonctionnels.

#### Postnatal
La seconde phase du développement du comportement érotique est une période de préparation fonctionnelle (phase préliminaire).
Cette période, de 0 à 2- 4 ans environ, correspond principalement au développement fonctionnel de divers processus et fonctions, qui ne sont pas « sexuels », mais qui sont absolument nécessaires à l'expression du comportement érotique. Principalement les zones pileuses décrites par Olausson, et qui sont impliquées dans les stimulations agréables du corps,,, le développement des zones érogènes, et, surtout, la maturation des capacités motrices, qui est évidemment absolument indispensable à l'expression du comportement érotique. À la fin de cette période, l'organisme est potentiellement prêt pour apprendre les activités érotiques, à condition qu'il existe des événements déclencheurs externes qui vont initier l'apprentissage des premières activités érotiques.

#### Prohibitions culturelles / Latence
La troisième période du développement du comportement érotique est une période d'éventuelles prohibitions culturelles, qui peuvent induire une latence sexuelle.
Cette période, qui peut aller de 0 à 15 ans, est potentielle. Le concept de période de latence a été proposé par Freud en 1905. À partir des études d'ethnologie comparative, on remarque que l'influence du contexte culturel est déterminante dans l'existence ou l'absence de cette période. En comparant les différentes sociétés humaines, on observe qu'il existe des sociétés qui autorisent et d'autres qui interdisent la sexualité infantile,. Si le contexte culturel permet l'expression de certaines activités érotiques, alors on observe qu'il n'existe pas de période de latence. Si la sexualité des enfants est interdite, on observe qu'il existe alors une latence qui va être conforme aux interdits culturels,,.
Par ailleurs, on observe que la latence peut être sélective : par exemple en Occident la durée de la latence pour le baiser est d'environ 12- 14 ans, mais de 17 pour le coït, en raison des valeurs culturelles particulières données à chacune de ces deux activités érotiques. On remarque donc que les particularités des normes culturelles déterminent les caractéristiques de la latence sexuelle. Au niveau physiologique, il n'existe aucun lien significatif entre les hormones sexuelles, la puberté et les activités érotiques : le premier pic d'androgènes a lieu durant les trois premiers mois après la naissance puis redescend à un niveau basal jusqu'à la puberté, alors qu'on observe dans les sociétés humaines les plus permissives que les enfants ont des activités sexuelles avant l'âge de 10 ans,, donc bien avant la puberté. Enfin, la durée maximale de la période de latence sexuelle serait d'environ une quinzaine d'années. En effet, après la puberté, il devient difficile de maintenir des interdits sexuels.
Chez les hominidés non humains, les activités sexuelles juvéniles sont socio-sexuées (c'est-à-dire complètement intégrées dans la vie sociale quotidienne), et il n'existe aucune forme de latence. C'est surtout chez les mammifères inférieurs, et surtout chez les femelles, qu'on observe une latence sexuelle hormono-dépendante qui prend fin à la puberté,. En conclusion, chez l'être humain, la période de latence est un phénomène potentiel, multiforme, et complètement dépendant du culturel.

#### Initiation
La quatrième phase du développement du comportement érotique est la phase d'initiation.
Cette période très courte correspond aux premières stimulations du corps ou des zones érogènes, qui vont activer les renforcements / récompenses, initiant ainsi les premières activités érotiques. Cette période dépend du contexte culturel : s'il n'existe pas d'interdits culturels, les premières stimulations peuvent avoir lieu dès les premières années de la vie ; si les interdits sont très stricts, comme pour la masturbation au XIXe siècle, la période de latence sera longue et la découverte des premières activités érotiques pourra être tardive, après la puberté.
Les principaux évènements qui peuvent activer les premiers renforcements érotiques sont, :
- les soins parentaux : la tétée, la toilette, l'affection physique, etc. Par exemple, on observe que le nourrisson est parfois en érection quand il tète sa mère ;
- les contacts sexuels avec d'autres enfants lors des jeux sociaux et sexuels (quotidiens dans les sociétés qui autorisent la sexualité des enfants[42],[39],[44]) ;
- et l'auto-stimulation des organes génitaux ou la masturbation. La disposition anatomique des bras et des mains est extrêmement propice à l'autostimulation. Donc, sauf si les adultes empêchent activement l'enfant de toucher ses organes génitaux, l'autostimulation aura lieu dès les premiers mois après la naissance. Et dès que l'enfant aura compris que le plaisir intense provient des stimulations génitales, il sera très motivé pour répéter ces activités.[réf. souhaitée]

Avec toutes ces possibilités, et en particulier avec l'autostimulation, il existe toujours des stimulations érotiques dès les premiers mois de la vie. Le contexte du développement rend cet apprentissage quasi obligatoire. Sauf interdits culturels, le développement des activités érotiques est quasi certain.
À noter que chez les hominidés non humains, où la sexualité juvénile est socio-sexuée, ces premières stimulations sont nombreuses et ont lieu dès la première année après la naissance (voir photographies ci-contre),.
Au niveau neurobiologique et psychologique, ces premières stimulations érotiques activent les renforcements / récompenses, qui sont un renforçateur primaire. Ces apprentissages érotiques correspondent à des apprentissages par conditionnement, de type opérant/skinnerien, avec un renforçateur primaire sexuel. Ces conditionnements sexuels sont à l'origine de nombreux apprentissages physiologiques et comportementaux,,, qui participent au développement de la sexualité. C'est l'état érotique interne qui est déterminant pour les apprentissages sexuels, et pas le label culturel de la situation : dans l'exemple du nourrisson en érection et qui tète sa mère, la situation n'est pas culturellement considérée en Occident comme « sexuelle », alors que des renforcements érotiques sont en cours.
En conclusion, ces stimulations érotiques initiales provoquent l'apprentissage des premières activités érotiques et l'apprentissage de la motivation érotique. Après cette période d'initiation, le sujet a acquis une motivation érotique, et peut rechercher consciemment et volontairement des activités érotiques.

#### Puberté

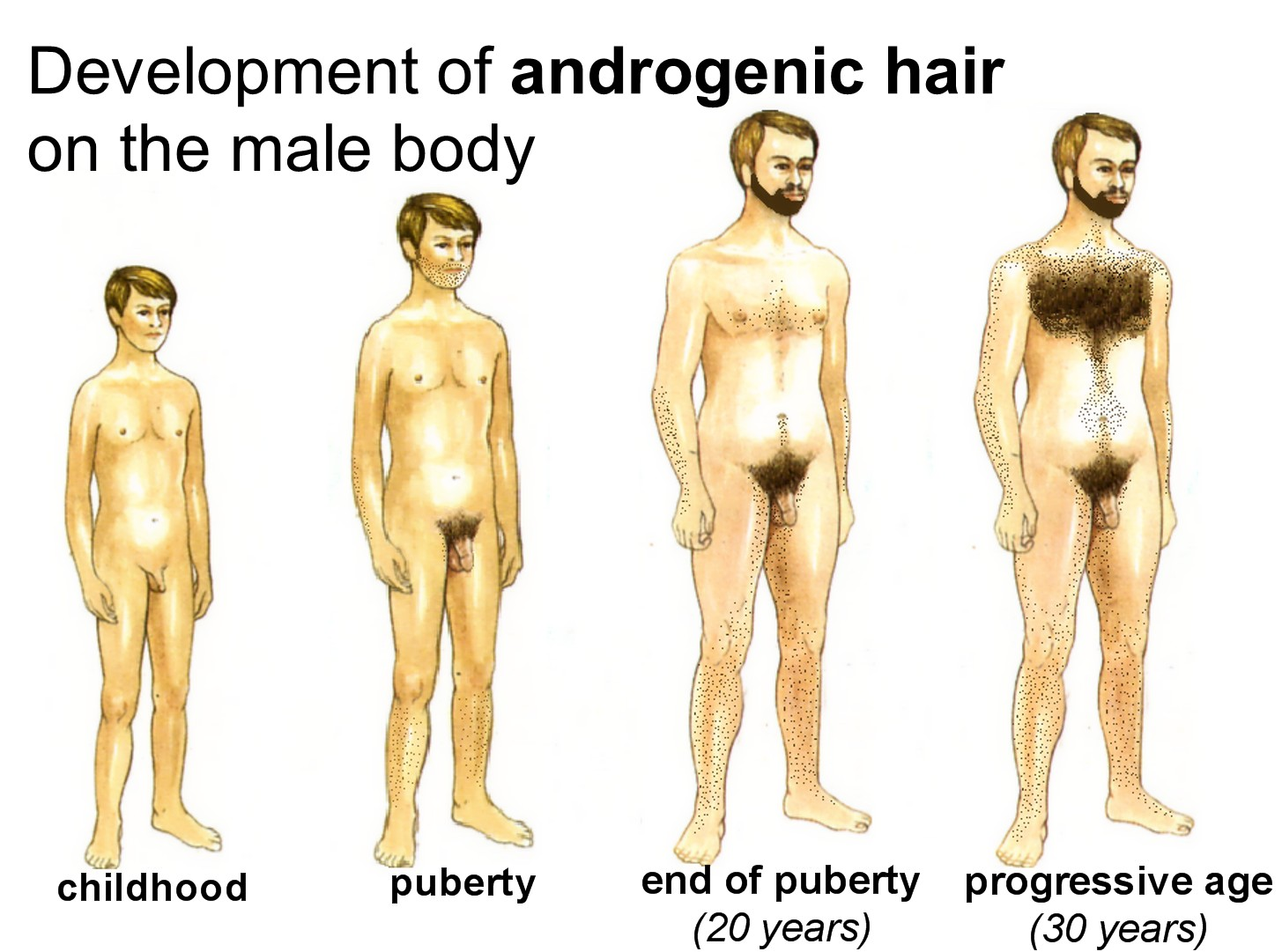
Développement du système pileux à la puberté

Chez les hominidés, et surtout chez l'homme, la puberté est caractérisée principalement par une augmentation de la vitesse de croissance de l'organisme, ainsi que par la maturation de l'appareil reproducteur (production de spermatozoïdes et d'ovules, cycle menstruel).
Sous contrôle hormonal, entre l'âge de 11 et 15 ans, on observe, :
- Chez la femme :
  - L'ovogenèse : reprise et fin de la formation des ovules (ayant débuté au 8e mois fœtal) ;
  - La maturation du tractus génital (vagin, utérus, trompes, ovaires) ;
  - L'apparition du cycle menstruel, sous contrôle de l'hypothalamus ;
  - Le développement des caractères sexuels secondaires : poils pubiens, croissance des seins et du clitoris.
- Et on observe chez l'homme :
  - La spermatogenèse : formation de spermatozoïdes et de substances par les glandes annexes (prostate, vésicules séminales et bulbo-urétrales) ;
  - L'éjaculation consciente entre 13 et 14 ans en moyenne, avec du sperme fécondant ;
  - Le développement des caractères sexuels secondaires : voix grave, poils pubiens, croissance du pénis et des testicules.

Après la puberté, l'être humain est physiologiquement apte à procréer.
Contrairement aux mammifères inférieurs (rongeurs, félidés, bovins…), la puberté n'est plus chez les hominidés la phase d'activation du comportement sexuel. Les activités sexuelles sont dissociées des cycles hormonaux), et, comme déjà indiqué, les activités érotiques débutent dès les premières années de la vie,,,,.
Pourtant dans les sociétés occidentales, il semble apparemment que les activités érotiques débutent après la puberté, ce qui suggère a priori l'influence activatrice des hormones. Mais d'autres études montrent que l'influence des hormones est faible, et qu'il s'agit plutôt d'un fait social. C'est, provoqué par le passage de l'enfance à l'adolescence et de l'école au collège, la plus grande autonomie par rapport aux adultes, la volonté d'indépendance et surtout l'existence de nouveaux codes sociaux, qui sont les principaux facteurs de l'apparition d'activités érotiques à l'adolescence.
En conclusion, la puberté correspond essentiellement à la maturation de l'appareil reproducteur, et l'influence des hormones sur les activités érotiques est faible.

### La maturité
La cinquième phase du développement du comportement érotique est la phase de diversification / préférenciation. Cette période, entre 5-15 ans et le début du vieillissement, correspond à l'apprentissage de nouvelles activités érotiques (la diversification) et à la formation de préférences sexuelles (la préférenciation).

#### Diversification
L'apprentissage de nouvelles activités érotiques dépend principalement de deux facteurs : un facteur interne et individuel, qui correspond à l'activité cognitive (curiosité, habituation, recherche de sensations, recherche de nouveautés…), et un facteur social, qui est le contexte culturel.

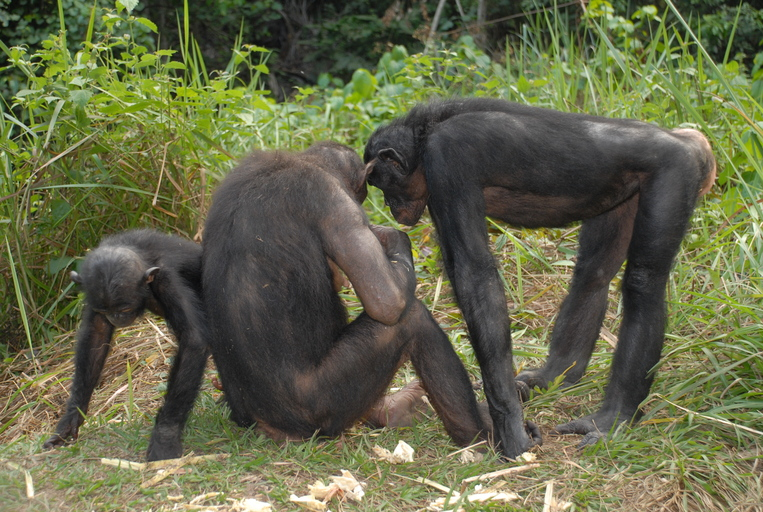
Les Bonobos également sont très curieux.

L'être humain est curieux, il recherche de la nouveauté, et comme il s'habitue, il recherche toujours de nouvelles sensations.
Ce trait de caractère se retrouve dans tous les domaines de la vie : l'être humain aime goûter de nouveaux aliments, écouter des nouvelles musiques, rechercher des sensations de glisse et de vitesse… et quand il s'est trop habitué à quelque chose, il aime changer pour trouver de nouvelles sensations et de nouveaux plaisirs. Et ce trait de caractère se retrouve dans la recherche de nouvelles activités et de nouvelles sensations érotiques, même si cette curiosité peut comporter des risques.
Mais la curiosité sexuelle est confrontée à l'environnement culturel, et l'influence du contexte social est déterminante : la curiosité, les attitudes, les activités et les valeurs des enfants et des adultes vont être influencées et structurées par les valorisations ou les interdits sociaux, par les scénarios culturels, par les lois et les pratiques éducatives, médicales ou religieuses. Au XIXe siècle par exemple, pour empêcher la masturbation qui était une activité considérée comme immorale et comme une « maladie », il existait des ceintures de chasteté, des pyjamas spéciaux, des punitions physiques, des « soins » médicaux, etc. (voir des exemples dans l'article masturbation). Plus il y a d'interdits culturels, moins il y a de diversité érotique.
Au niveau individuel, les facteurs de la diversification sont la disponibilité d'informations et les compétences des partenaires. Plus une personne peut obtenir d'informations sur les activités érotiques, plus ses activités seront diversifiées. Plus ses éventuels partenaires seront expérimentés, plus la personne pourra apprendre de nouvelles techniques et pratiques érotiques.
La diversification existe également pour tous les autres domaines de la vie : pour l'alimentation (on aime varier son alimentation), la musique (on n'écoute pas toujours la même musique), les activités de loisirs, etc. La diversification n'est pas une caractéristique particulière de la sexualité humaine. C'est un phénomène psychologique général.
À noter également que les processus d'apprentissages qui permettent d'apprendre les nouvelles activités érotiques (conditionnements skinnérien et pavlovien, et tous les apprentissages sociaux et cognitifs), n'ont pas de spécificités « sexuelles » : ce sont exactement ces mêmes processus qui permettent d'apprendre les activités alimentaires, sociales, à faire du vélo, etc.
Enfin, chez les hominidés non humains, où la sexualité est socio-sexuée, les opportunités d'apprendre de nouvelles activités érotiques sont nombreuses : l'individu peut observer ou dans certains cas participer aux diverses activités érotiques de ses congénères (voir photographies ci-contre),.

#### Préférenciation
Les préférences sexuelles correspondent au développement, en raison des expériences sexuelles vécues au cours de la vie, de préférences pour certaines caractéristiques : l'apparence physique, la taille des seins, la forme du pénis, la couleur des cheveux, le genre et le nombre de(s) partenaire(s), les positions et les activités érotiques, l'utilisation de certains jouets sexuels, les lieux et l'heure de l'activité sexuelle, etc. La formation des préférences sexuelles dépend principalement de deux facteurs : un facteur social, qui est le contexte culturel, et un facteur individuel qui correspond au vécu sexuel personnel.
Le contexte culturel est important : par exemple, s'il existe une très forte valorisation du couple hétérosexuel et une forte homophobie, la probabilité est grande que la majorité, voire la quasi-totalité des jeunes apprennent des scénarios ou des scripts hétérosexuels. Ils auront alors surtout des vécus hétérosexuels (et donc des renforcements / récompenses hétérosexuels), ce qui favorisera le développement de préférences hétérosexuelles,. Au niveau des traitements cognitifs, les scripts culturels valorisant ou condamnant par exemple l'hétéro-, l'homo- ou la bi-sexualité, ou la fidélité, la pureté, la sexualité pré- ou extra-maritale, la performance sexuelle, les activités anales ou échangistes, la taille des seins, la pilosité, etc., influenceraient le développement des désirs sexuels par différents types d'apprentissages cognitifs complexes : par modulation de l'effet des récompenses par des représentations cognitives, par l'influence inconsciente des représentations culturelles, ou par mimétisme social.
L'influence majeure du contexte culturel dans la formation des préférences sexuelles est bien mise en évidence par exemple dans la société grecque antique, où la femme avait une position sociale inférieure à l'homme. L'amour le plus désirable, l'« amour céleste », était homosexuel,. L'hétérosexualité était dévalorisée, les épouses servant à avoir une descendance légitime et une gardienne fidèle au foyer. Ce contexte culturel créait des situations concrètes (femmes recluses dans le gynécée) et des valeurs psychologiques (l'amour entre homme est hautement désirable) qui favorisaient les activités homosexuelles (et donc des renforcements / récompenses homosexuels), ce qui favorisait ainsi le développement de préférences homosexuelles.
Ensuite, à l'intérieur du cadre imposé par le contexte culturel, le vécu personnel devient déterminant, en fonction des expériences sexuelles et non sexuelles qui sont vécues par la personne. C'est au cours de ces différentes activités de stimulation du corps, avec soi-même, avec un ou plusieurs partenaires ou avec des objets, que se forment les préférences sexuelles par conditionnements et par apprentissages. Plus que la quantité, c'est la qualité des expériences érotiques qui est déterminante.
Chez l'être humain, on ne peut pas parler d'orientation sexuelle, telle qu'elle existe chez les animaux qui ont un système nerveux très simple, et où tous les mâles sont attirés par les phéromones de toutes les femelles, et inversement. Chez les animaux simples, l'importance des phéromones est déterminante. En manipulant génétiquement ces phéromones par exemple chez les insectes, on peut choisir l'attirance sexuelle des mâles : soit hétérosexuelle ou soit homosexuelle. Mais chez l'être humain, les phéromones ont un effet faible et ce sont les conditionnements et les apprentissages qui sont prépondérants. L'effet des phéromones, faible, se combine aux puissants effets des conditionnements et des apprentissages. Le résultat est que même chez les personnes qui se déclarent complètement hétérosexuelles, il existe des préférences : chaque femme préfère certains hommes, et chaque homme préfère certaines femmes.
Les préférences sexuelles se forment de la même manière que toutes les autres préférences : chaque personne a des préférences alimentaires, des préférences musicales, des préférences olfactives ou des préférences pour certaines activités de loisirs, etc.. La préférenciation n'est pas une caractéristique particulière de la sexualité humaine. C'est un phénomène psychologique général.
À noter également que les processus neurobiologiques qui sont à l'origine de la formation des préférences sexuelles (récompenses, conditionnements skinnérien et pavlovien, habituation, et les autres formes d'apprentissages) n'ont pas de spécificités « sexuelles ». C'est exactement ces mêmes processus qui interviennent dans la formation des préférences non sexuelles (alimentaires, olfactives, de loisirs…).
En synthèse, durant ces périodes de diversification et de préférenciation, on observe l'apprentissage d'un comportement érotique qui est propre à chaque individu.

### Le vieillissement
La dernière phase du développement du comportement érotique est la période du vieillissement.
Cette période, de l'âge d'environ 70 ans jusqu'à la mort, correspond à la dégradation progressive des capacités érotiques. Les principaux facteurs du déclin de l'activité sont : l'institutionnalisation par exemple en maison retraite, avec parfois une infantilisation des personnes âgées ; l'absence de partenaires, due au veuvage, à la surmortalité masculine, ou aux stéréotypes sociaux négatifs envers les personnes âgées ; mais surtout l'état de santé : avec le vieillissement général de l'organisme, la réduction de la motricité, les maladies, et la médication… En synthèse, on remarque que les principaux facteurs du déclin de l'activité érotique ne sont pas les processus « sexuels », c'est-à-dire que ce ne sont pas les récompenses érotiques, c'est un peu les hormones sexuelles, mais c'est surtout l'altération de l'état de santé qui altère la sexualité.

## Développement des émotions et des cognitions sexuelles
Parallèlement à l'apprentissage des activités érotiques, en raison de l'environnement social et culturel, se développent des émotions et des cognitions liées aux activités sexuelles.

### Émotions

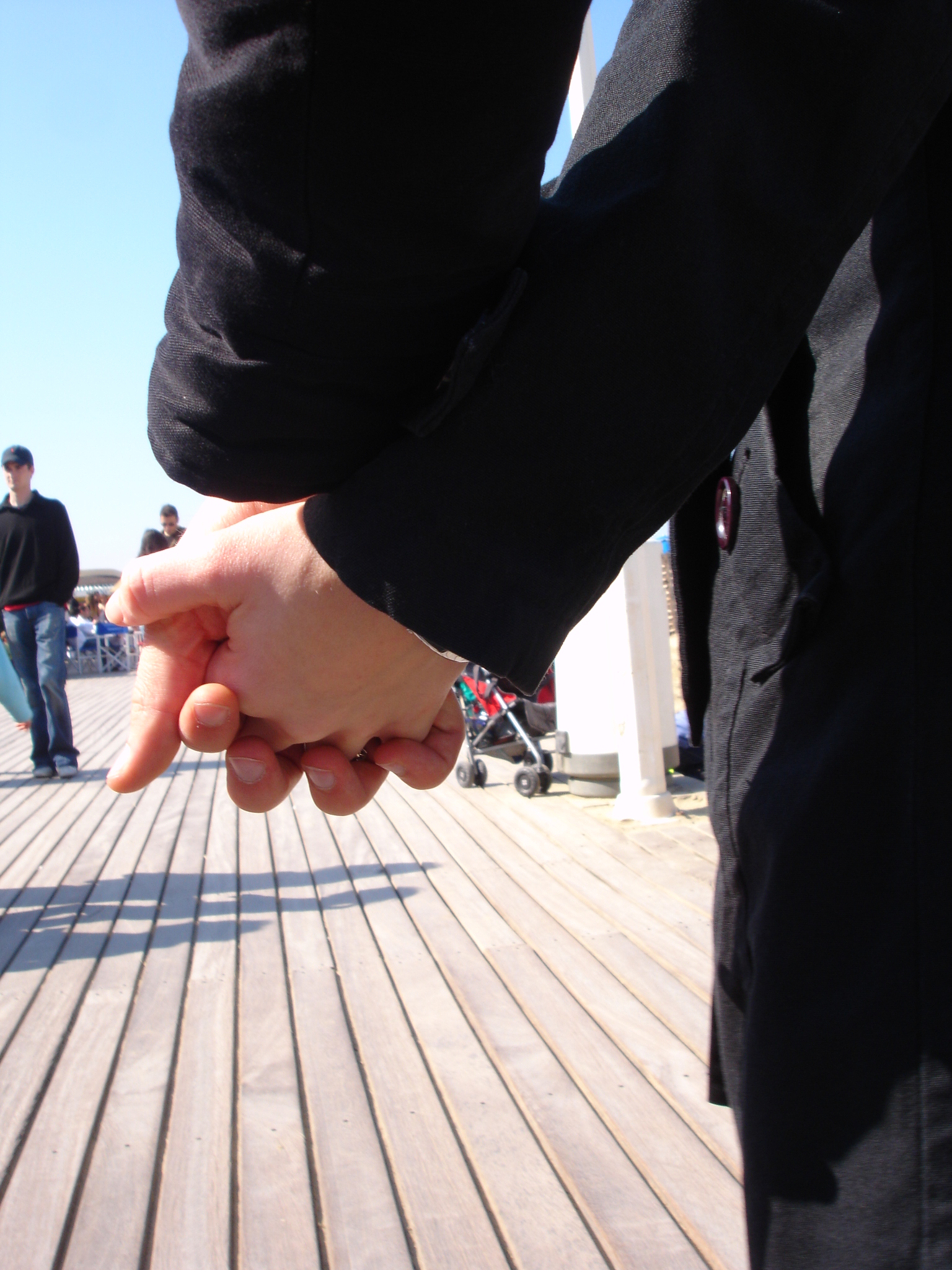
Les activités érotiques sont associées à de nombreuses émotions.

Durant son développement, l'enfant puis l'adolescent reçoit des messages sur la sexualité et expérimente des situations érotiques. Ces vécus génèrent des émotions et des affects qui façonnent sa future sexualité d'adulte.
Les réactions émotionnelles de l'enfant et des personnes de l'entourage ont une influence majeure. Des parents en colère peuvent punir (humiliation) et frapper (douleur) un enfant surpris dans un jeu homosexuel. Un(e) adolescent(e) peut ressentir de la tendresse, de la complicité et des plaisirs intenses avec un(e) camarade, ressentir de l'amour et être fier de sa performance.
Les messages sur la sexualité induisent des émotions et des affects plus intellectualisés, comme la culpabilité ou l'image de soi. Un(e) adolescent(e) peut se percevoir comme « normal(e) » car il/elle sait que ses activités hétérosexuelles sont valorisées par son entourage et sa culture. Une jeune femme peut ressentir une intense culpabilité car elle n'est plus vierge avant son mariage et qu'ainsi elle a souillé l'honneur de sa famille…
De la naissance à l'âge adulte, ces vécus conditionnent et façonnent les réactions émotionnelles de chaque personne face aux activités érotiques et à la sexualité.

« La sexualité pour moi est un mélange très dense de toutes ces émotions négatives que j'ai pu avoir : culpabilité, douleur, impression de ne pas être désirable, humiliation. Je n'arrive pas à me libérer de tout ça pour vivre pleinement ma sexualité actuelle. Des gestes, des paroles me rappellent souvent des moments mal vécus et me bloquent. (Cas 209). »

### Cognitions

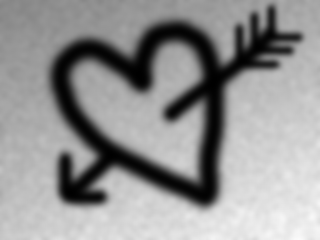
La cognition est à l'origine de nombreuses croyances, valeurs, signes et symboles liés aux activités érotiques.

Les processus cognitifs (catégorisation, planification, mémoire, raisonnement, symbolisation, formation des représentations…) sont les activités les plus complexes et les plus élaborées du système nerveux. Les processus cognitifs dépendent du néocortex, la structure la plus récente et la plus développée (76 %) du cerveau. Pour ces raisons, la cognition exerce une très grande influence sur les comportements.
Les processus de traitement de l'information influencent la sexualité à plusieurs niveaux :
- Dans un premier temps, c'est l'activité cognitive qui permet déjà aux humains d'imaginer le concept de « sexualité », c'est-à-dire le regroupement subjectif d'éléments divers (comportements, affects, états psychiques…) dans un ensemble abstrait et unique qui est appelé « sexualité » ;
- Dans un second temps, les processus cognitifs induisent la « sexualisation »[note 7] psychologique de chaque personne : certains éléments sont désignés comme « sexuels » (organes génitaux, baiser avec la langue, érotisme…) et d'autres sont désignés comme « non sexuels » ;
- Enfin, dans un troisième temps, les processus cognitifs « complexifient » la « sexualité » par l'association et la combinaison des éléments appelés « sexuels » avec d'autres éléments abstraits : catégories, jugement de valeurs, éthique, morale, devoir, interdits, lois…

Les activités érotiques, des actions motrices simples et agréables, deviennent complexes par l'ajout de sens, de valeurs, de scénarios culturels, de croyances et de symboles.
Il existe des différences culturelles dans la sexualisation : par exemple les seins ne sont pas désignés comme « sexuel » dans certaines sociétés africaines. De plus, la sexualisation n'est pas nécessaire : on peut avoir des activités érotiques sans avoir besoin de savoir que c'est « sexuel ». L'exemple type est la stimulation génitale chez les très jeunes enfants : l'activité autoérotique est réalisée sans aucune connaissance de sa désignation culturelle.

## Synthèse – Développement de la motivation sexuelle
En fonction de toutes les données présentées dans les sections précédentes « Développement du comportement érotique » et « Développement des émotions et des cognitions sexuelles », il est possible de proposer une synthèse modélisant l'importance et la dynamique de tous les différents facteurs qui interviennent dans l'apprentissage de la motivation sexuelle chez l'être humain.

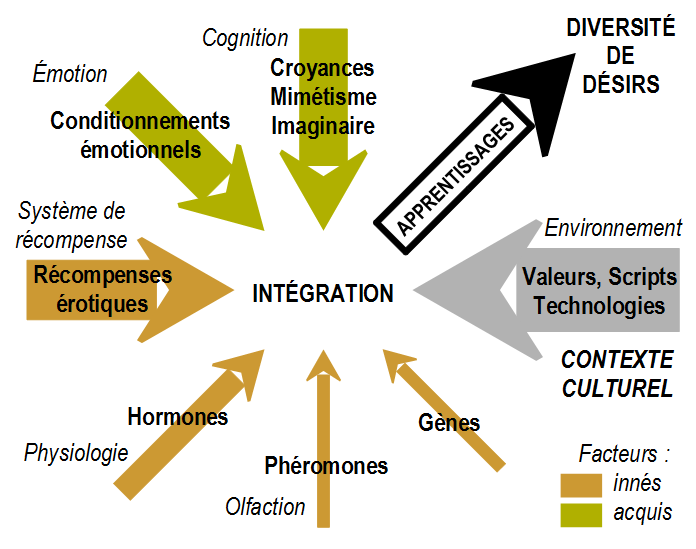
Modélisation de la dynamique d'apprentissage de la motivation sexuelle chez l'être humain (NB: L'importance de chaque facteur reste encore à évaluer plus précisément).

Au cours du développement, la motivation sexuelle deviendrait progressivement un phénomène de plus en plus cognitif, par le traitement cognitif (mémorisation, conditionnement, catégorisation, abstraction) de toutes les activités, sensations, émotions, croyances, valeurs culturelles et signaux concomitants aux situations sexuelles vécues,.
À la maturité, la motivation sexuelle serait un état dynamique, constamment réévalué par l'intégration et le traitement cognitif des multiples données provenant du contexte immédiat : les informations sensorielles perçues, les émotions induites, les souvenirs remémorés, les activités des systèmes appétitifs ou aversifs, ainsi que les normes internes et les productions de l'imaginaire,.

## Analyses comparatives des comportements

### Comportement de reproduction et comportement érotique
On remarque des différences importantes entre les facteurs neurobiologiques qui contrôlent le « comportement de reproduction » des mammifères inférieurs et ceux qui contrôlent le « comportement érotique » des hominidés :
- Des processus ont été altérés ou perdus :
  - Le contrôle temporel réalisé par les hormones a quasiment disparu (plus d'inhibition saisonnière, œstrale ou pubertaire)[41],[17]. D'où les activités sexuelles humaines deviennent continues, durant toute l'année.
  - Les phéromones n'ont plus qu'un effet mineur[4],[5], d'où l'identification du partenaire de sexe opposé est altérée[12],[13],[47].
  - Et l'ovulation réflexe disparaît.
- Des processus ont été modifiés :
  - Il reste encore chez l'Homme les activités réflexes spécifiques du coït vaginal (les poussées pelviennes, l'érection, l'éjaculation, etc.), mais qui maintenant peuvent être déclenchées n'importe quand, dans de nombreuses situations sans aucun rapport avec la reproduction. Les réflexes sexuels sont devenus indépendants du contrôle reproducteur.
  - Et le système « renforcements / récompenses associé aux zones érogènes, qui devient prépondérant, est à l'origine des activités de stimulation des régions érogènes du corps[8].

Le comportement de reproduction disparaît, graduellement remplacé au cours de l'évolution par un « comportement érotique ».
En récapitulant l'essentiel, il existe un comportement de reproduction chez les mammifères les plus simples, mais au cours des aléas de l'évolution, des processus ont été modifiés, altérés ou perdus. D'où la dynamique comportementale est modifiée, et on observe chez l'Homme l'apparition d'un comportement érotique.
Par ailleurs, les éléments biologiques qui sont innés, les zones érogènes et les renforcements / récompenses, sont à l'origine d'activités de stimulation des zones érogènes, mais ne sont pas organisés ou « programmés » pour contrôler le coït vaginal. Donc, le but du comportement érotique est la stimulation des zones érogènes, mais pas la reproduction. Chez l'Homme, le coït vaginal est réalisé de manière indirecte. Ce qui signifie que la fonction fondamentale de reproduction est réalisée par une organisation biologique dont le but n'est pas la reproduction. On observe ainsi un début de dissociation entre la sexualité et la reproduction, dissociation qui devient totale avec la contraception et la procréation artificielle.

### Comportement érotique et comportement sexuel humain
Depuis le XIXe siècle et Richard von Krafft-Ebing, le modèle biologique et médical du « comportement sexuel humain » est basé sur l'instinct de reproduction. Au cours du XXe siècle, ce modèle est régulièrement réexaminé en fonction des recherches sur la reproduction animale. Dans les années 2000, le modèle biologique et médical du comportement sexuel humain, présenté dans la plupart des articles ou des manuels,, provient en partie de ces expérimentations animales, et il est toujours basé sur la fonction de reproduction. Pour ces raisons, ce modèle du comportement sexuel humain est très proche du comportement de reproduction des mammifères inférieurs.
Pour comprendre la signification des nouvelles données présentées dans cet article, on peut faire une comparaison point par point entre les deux modèles (ou paradigmes) de la sexualité humaine.
- Celui du comportement sexuel humain actuel, qui est basé essentiellement sur le comportement de reproduction des mammifères les plus simples.
- Et celui du comportement érotique, qui est basé sur les nouvelles données présentées dans tous les paragraphes ci-dessus.

Le tableau suivant compare les deux modèles, (la légende et les explications sont données après le tableau) :
|                              | Modèle actuel du Comportement sexuel humain | Modèle du Comportement érotique |
| ---------------------------- | --- | --- |
| Effets de l'évolution        | Optimisation grâce à la sélection naturelle | « Bricolage de l'évolution » (cf. F. Jacob,) |
| Finalité du comportement     | Reproduction de l'espèce | Stimulation érotique du corps (la reproduction est une conséquence indirecte des activités érotiques) |
| Modalités de réalisation     | Un homme et une femme | Une ou plusieurs personnes |
| Comportement crucial         | Coït vaginal avec éjaculation, pour obtenir la fécondation | Stimulation des zones les plus érogènes, pour obtenir l'orgasme |
| Variabilité du comportement  | Faible variabilité (variations autour du coït vaginal) | Forte variabilité (tout ce qui permet la stimulation érotique des zones érogènes) |
| Processus psychobiologiques  | « Instinct » (circuit neural spécifique contrôlant le comportement de reproduction – exemple la lordose exemple la lordose)                                                                                | Renforcements / Récompenses + zones érogènes (provoquent l'apprentissage des stimulations érotiques) |
| Hormones et neuromédiateurs  | Hormones sexuelles (testostérone) | Opioïdes endogènes Dopamine |
| Signaux innés et primordiaux | Signal olfactif provoqué par phéromones sexuelles | Signal somatosensoriel provoqué par stimulation mécanique des zones érogènes |
| Orientation sexuelle         | Hétérosexualité innée | Préférences sexuelle acquises |
| Motivation psychique         | Pulsion sexuelle innée | Motivation érotique acquise |
| Développement                | Durée longue: > 15 ans (maturation après la puberté) - Processus spécifiques - Dominante cognitive | Durée brève: < 5 ans (maturation vers 3-4 ans) - Nombreux processus non spécifiques - Dominante émotionnelle                                                                                                   |
| Pathologie                   | Écart à la fonction de reproduction : - Entre personnes de même sexe - Activités non reproductrices (oro-génitales, anales, masturbation…) - Entre personnes impubères - Entre races / espèces différentes | Écart à la fonction hédonique : (ou dysfonction des processus de renforcements) - Excès des renforcements = Hypersexualité - Défaut des renforcements = Hyposexualité - Dysfonctionnement = Addiction sexuelle |

- Par rapport à l'évolution, on considère actuellement que le comportement sexuel humain a été optimisé par la sélection naturelle. Dans le nouveau paradigme, le comportement érotique est le résultat du « bricolage de l'évolution », tel que défini par François Jacob[69],[70]. (voir Le « bricolage de l'évolution »)

- La finalité du comportement sexuel humain est la reproduction de l'espèce, opposé à la finalité du comportement érotique qui est la stimulation érotique du corps (ces stimulations étant provoquées par les zones érogènes associés aux renforcements / récompenses). La reproduction existe, mais elle est une conséquence indirecte des activités érotiques.

- La modalité de réalisation du comportement est traditionnellement un homme et une femme, ce qui permet la reproduction ; opposé à une ou plusieurs personnes, qui recherchent des stimulations érotiques de leurs corps.

- Le comportement crucial est le coït vaginal avec éjaculation, pour obtenir la fécondation ; opposé à la stimulation des zones les plus érogènes, pour obtenir l'orgasme.

- La variabilité du comportement est faible, essentiellement limitée au coït vaginal ; opposé à une forte variabilité, correspondant aux nombreuses possibilités d'activités érotiques.

- Les processus innés sont l'« instinct », c'est-à-dire un circuit neural, inné, contrôlant les différentes séquences du comportement de reproduction (l'exemple type est la lordose) ; opposé aux renforcements / récompenses associés aux zones érogènes, qui eux provoquent l'apprentissage du comportement érotique.

- Les hormones et neuromédiateurs sont les hormones sexuelles, et en particulier la testostérone, opposé aux opioïdes endogènes et à la dopamine, qui sont les neuromédiateurs des renforcements / récompenses.

- Les signaux innés sont un signal olfactif, constitué par des phéromones sexuelles[130],[131], opposé à un signal somatosensoriel, constitué par la stimulation des zones érogènes.

- L'orientation sexuelle est une hétérosexualité innée, opposé à des préférences sexuelles acquises, au cours des activités érotiques.

- La motivation psychique est une pulsion sexuelle innée, opposé à une motivation érotique acquise, également au cours des activités érotiques.

- Le développement est d'une durée longue, supérieure à 15 ans, avec la maturation après la puberté, opposé à une durée brève, inférieure à 5 ans, avec la maturation vers 4 - 5 ans si le contexte culturel le permet (La puberté correspond dans le nouveau modèle à la maturation de l'appareil reproducteur, et elle influence faiblement le comportement érotique).

- Quant à la pathologie, elle se définit depuis Krafft-Ebing par rapport à un écart à la fonction de reproduction : tout comportement sexuel qui ne permet pas la reproduction est considéré, ou a été considéré, comme une maladie ; par exemple entre personnes de même sexe, les activités sexuelles non reproductrices (oro-génitales, anales, masturbation…), les activités entre personnes impubères ou entre races différentes. Dans le nouveau paradigme, la pathologie se définit par rapport à un écart à la fonction hédonique, ou plus précisément par rapport à un dysfonctionnement des renforcements / récompenses. L'excès des renforcements est la cause de l'hypersexualité, le défaut des renforcements provoque l'hyposexualité, et l'addiction sexuelle est provoquée par un dysfonctionnement des renforcements / récompenses[133].

## Limites du modèle
Quelles principales objections peut-on opposer au modèle du « comportement érotique », basé sur la prépondérance fonctionnelle des renforcements / récompenses ?

### Absence de bisexualité
L'objection la plus intuitive est l'absence de bisexualité. En effet, le modèle comportemental implique que la majorité des activités sexuelles devraient être bisexuelles. Or, on observe dans les sociétés occidentales actuelles une sexualité quasi hétérosexuelle, ce qui, a priori, réfute le modèle. Néanmoins, on observe que quasiment tous les primates ont des activités bisexuelles,,, en particulier les chimpanzés pan paniscus (Bonobo),, que dans les sociétés sexuellement libérales les enfants et les adolescents ont des activités bisexuelles,, et qu'apparemment il existait dans toutes les sociétés anciennes de guerriers, avant l'avènement des religions actuelles qui sont peu favorables à la sexualité, des pratiques bisexuelles généralisées,. Toutes ces données suggèrent qu'il existe une tendance significative à la bisexualité chez l'être humain.
De plus, il faut prendre en compte en Occident la grande valorisation culturelle du couple hétérosexuel, une très forte homophobie, le fait que les bisexuels sont souvent également rejetés par les homosexuels, que la bisexualité n'existe pas au niveau des pratiques et des valeurs culturelles, et qu'il est donc extrêmement difficile de vivre de manière bisexuelle.
Afin de comprendre l'effet majeur de la pression de conformité et du contexte culturel, on peut donner comme exemple les normes sociales vestimentaires. Bien qu'il n'existe pas de lois ou d'interdits formels et que les personnes sont a priori « libres », on observe que la quasi-totalité des hommes ne portent jamais d'habits de femmes. Tous les hommes se conforment aux codes implicites de la masculinité,. Cet exemple, relativement proche du domaine de la sexualité tout en ne dépendant d'aucun facteur biologique, permet de comprendre la puissance des normes sociales dominantes. Dans un autre registre, on peut donner l'exemple des conditionnements culturels alimentaires : dans les sociétés occidentales, on ne consomme pas d'annélides ou d'insectes, malgré leurs intérêts gustatifs et nutritionnels, et l'idée d'en manger provoque en général du dégoût. Dans d'autres sociétés, les personnes sont par exemple prêtes à effectuer une journée de marche pour trouver des vers de palmier, et quand elles les mangent, on observe sur leur visage tous les signes du plaisir et du contentement. Ces deux exemples différents mettent en évidence l'importance majeure du facteur culturel — et surtout des conditionnements émotionnels concomitants — dans les comportements et les réactions affectives, et devraient permettre de comprendre l'effet vraisemblablement déterminant de l'homophobie et de l'hétérocentrisme sur le comportement et les affects sexuels.
Malgré tout cela, on observe quand même qu'entre un tiers et la moitié des personnes occidentales ont eu au moins une expérience bisexuelle, mais que vraisemblablement la plupart des personnes, en raison de toutes les difficultés et pressions psychologiques exposées précédemment, se conforment aux pratiques et aux valeurs dominantes.

### Orientation sexuelle innée
Une autre réfutation possible serait apparemment l'existence d'une orientation sexuelle innée, mise en évidence chez les homosexuels, et dont l'origine serait due aux caractéristiques anatomiques et fonctionnelles de l'aire préoptique médiane,,. Néanmoins, même si ces résultats — bien qu'ils ne permettent pas actuellement de savoir si ces caractéristiques fonctionnelles sont innées ou acquises — correspondent effectivement à une orientation sexuelle innée, cela ne réfute pas le modèle du « comportement érotique ». En effet, ce modèle multifactoriel suppose uniquement la prépondérance des renforcements / récompenses érotique. Les effets des hormones et des phéromones existent, mais sont résiduels chez l'humain,,.

### Inadaptation du comportement
Enfin, la dernière principale objection serait qu'un tel comportement, dont la plupart des activités ne permettent pas la reproduction, ne serait pas adaptatif, et serait vraisemblablement éliminé au cours de l'évolution par les mécanismes de la sélection naturelle. Cependant, il semblerait que l'effet majeur de la sélection naturelle ne serait pas l'optimisation des structures vivantes mais plutôt l'élimination des organismes non viables. C'est-à-dire qu'un organisme vivant n'est pas sélectionné parce qu'il est optimisé, mais parce que son organisation biologique lui permet, peu importe la manière, de survivre,. Les macaques (macaca fuscata) et surtout les chimpanzés bonobos (pan paniscus), dont la sexualité se caractérise également par un comportement bisexuel de stimulation des zones érogènes,,,, semblent être de bons exemples qui montrent qu'un comportement érotique, bien que non optimisé pour la fécondation, n'est nullement un obstacle à la reproduction et à la survie de l'espèce.

## Problèmes et controverses

### Problèmes généraux
D'une manière générale, divers problèmes sont un obstacle à l'étude et à la compréhension de la sexualité :
- les valeurs et les représentations culturelles en Occident sont hétérocentristes ;
- en sexologie, la conception dominante de la sexualité est polarisée : l'« hétérosexualité » est opposée à l'« homosexualité ». Il est alors difficile d'étudier et de proposer d'autres formes de sexualité, comme la bisexualité[138] ou d'autres modèles théoriques encore plus hétérodoxes.
- Les activités érotiques qui ne sont pas directement liées à l'hétérosexualité (ou à l'homosexualité) sont peu étudiées ;
- la majorité des recherches existantes sur l'être humain concernent surtout les problèmes de la sexualité (troubles sexuels, SIDA, MST, violences sexuelles…), tandis que la compréhension globale de la sexualité humaine est rarement un objet de recherche ;
- les études neurobiologiques concernent souvent des animaux éloignés de l'être humain (poissons, oiseaux, et surtout rongeurs), et de plus ces études ont souvent pour objectif d'améliorer les pratiques agricoles d'élevage et de reproduction des animaux ;
- la sexualité est un sujet sensible qui provoque souvent des réactions affectives particulières. Certains sujets sont polémiques, et entraînent des risques pour le chercheur, surtout si les résultats ne sont pas conformes aux normes dominantes : Watson a été licencié, Kinsey a perdu des financements[85]… ;
- de plus, la sexualité humaine est un sujet complexe, multifactoriel, multidimensionnel, avec une intrication de facteurs biologiques, temporels et culturels, et on observe une très grande variation dans les pratiques et surtout dans les croyances sexuelles ;
- enfin, et surtout, la recherche sur la sexualité est peu développée. Même à l'échelle mondiale, le nombre de laboratoires ou de structures spécialisées est restreint (Kinsey Institute, laboratoire de l'UQAM, Masters & Johnson Institute…).

### Ancienneté du modèle érotique
Le postulat de l'importance du plaisir dans la sexualité humaine n'est pas une hypothèse nouvelle. C'est déjà presque un truisme, car c'est ce que chacun perçoit intuitivement. On trouve trace de cette hypothèse dans la philosophie antique, avec l'hédonisme. Mais c'est seulement au début du XXe siècle avec les travaux des behavioristes que cette hypothèse est intégrée dans la science moderne. Les premières expériences de conditionnements sexuels ont été réalisées dans les années 1960. Et c'est seulement dans les années 2000 que les données scientifiques disponibles ont permis d'élaborer un modèle cohérent et détaillé, le « comportement érotique ».

### Controverses entre les modèles de la sexualité humaine

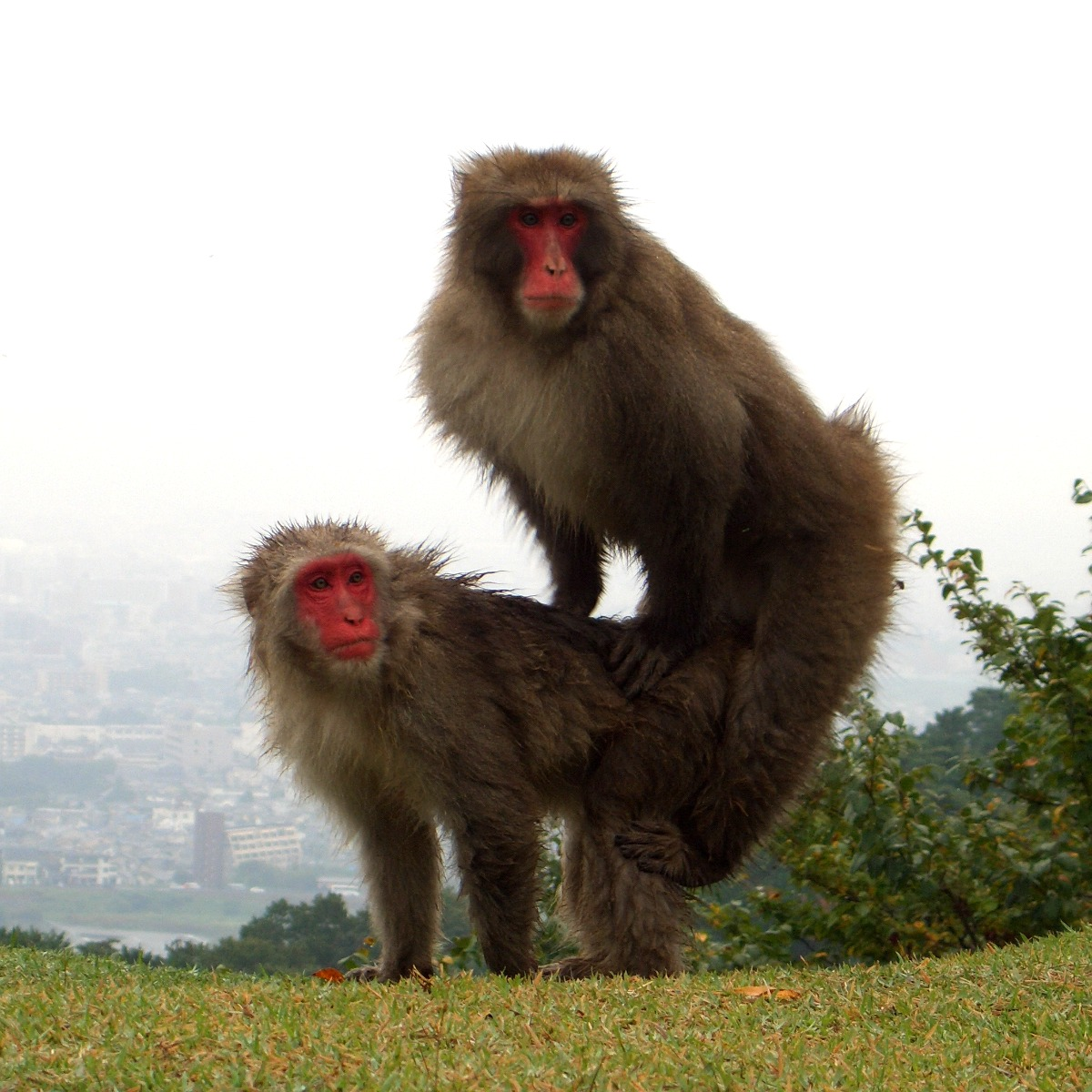
À partir de quelles espèces de primates le comportement de reproduction devient-il un « comportement érotique » ? Copulation entre deux macaques japonais.

Les critiques faites au modèle du « comportement érotique » proviennent surtout des neurobiologistes et des endocrinologues, et en particulier de ceux qui sont spécialisés dans l'étude des hormones sexuelles. Les principales critiques et controverses concernent :
- Le rôle crucial des hormones sexuelles, et en particulier de la testostérone ;
- l'existence de structures neurales spécialisées dans le contrôle inné et global du comportement sexuel ;
- le rôle exact des phéromones ;
- les erreurs d'interprétations de certaines expériences ;
- et, en synthèse, qui des hormones ou des renforcements / récompenses est le facteur primordial et prépondérant des activités érotiques.

#### Hormones sexuelles
Le problème concerne l'évaluation du rôle et de l'importance des hormones sexuelles. Personne ne remet en question la nécessité d'avoir un seuil minimal d'androgènes afin que le comportement sexuel puisse s'exprimer. La question controversée est de savoir si ce sont les hormones, ou un circuit inné ou les renforcements / récompenses qui sont à l'origine des différentes activités érotiques.
Par exemple, est-ce que la testostérone stimule un circuit précablé pour déclencher le baiser ou l'anulingus ? Ou plutôt, car ces activités érotiques sont considérées comme des préliminaires, la testostérone agit-elle sur un circuit spécialisé pour provoquer le coït vaginal ? C'est-à-dire que pour les activités érotiques annexes, ce sont les récompenses qui sont à l'œuvre, mais pour l'activité principale et cruciale du coït vaginal il existe un circuit spécifique contrôlé par la testostérone.
Les principales données qui indiquent que le rôle des hormones est plutôt général, et que ce sont les renforcements / récompenses qui sont à l'origine des différentes activités érotiques, sont :
1. On ne connaît pas de circuit spécialisé qui contrôle le coït vaginal humain (mais cela ne signifie pas que ce circuit n'existe pas). Ce qui est connu sont les réflexes sexuels (érection, poussées pelviennes, rétrocontrôle de la pénétration, lordose[1]…), mais on ne connaît aucun circuit pour le positionnement génital correct des partenaires (la « monte » chez les mammifères inférieurs).
2. Lorsque des animaux sont élevés en isolement social, ils n'arrivent pas à coïter[147],[148],[149],[150]. Mais des auteurs indiquent que c'est peut-être un problème de socialisation, et dans ce cas ces expériences montrent uniquement que c'est la socialisation sexuelle qui n'est pas innée, et pas la capacité à coïter. Néanmoins, Ward a réalisé une expérience où les animaux sont élevés côte à côte, juste séparés par un grillage ; ils sont donc familiarisés aux bruits, aux mouvements et aux odeurs des congénères, seul manque le contact physique (et donc les renforcements / récompenses corporelles) ; et on observe qu'ils n'arrivent toujours pas à copuler[150].
3. Enfin, tant chez les grands singes que chez l'être humain, lorsque le contexte le permet, les jeunes ont des activités sexuelles bien avant la puberté, ce qui montre que les hormones sexuelles (et les phéromones) n'ont pas un rôle prépondérant dans les activités érotiques[21],[42],[39],[44],[26].

#### Structures innées
L'aire préoptique médiane est une structure clé pour le contrôle du comportement sexuel. Personne actuellement ne remet en question l'importance de cette structure. La question controversée est de savoir si ce contrôle est inné ou s'il est acquis au cours des interactions sociales durant la période du développement.
Il est habituel dans le développement du système nerveux que le câblage global entre différentes structures soit inné, guidé par des gradients de concentration de molécules de croissance. Puis, en général, par phénomène de stabilisation sélective (cf. Jean-Pierre Changeux), les connexions inutiles sont éliminées,. La question précise est donc de savoir si les connexions finales des neurones de l'aire préoptique médiale se font d'après des informations génétiques innées, ou bien par stabilisation sélective à partir des stimuli provenant des organes sensoriels et des autres régions du cerveau. Or des expériences indiquent que les milliers de contacts corporels postnatals avec la mère et avec les autres nouveau-nés, et en particulier le léchage génital,, ainsi que les jeux sexuels avec les autres congénères, et surtout l'exploration régulière phéromone-dépendante de la région génitale des congénères, induisent le développement des structures neurales impliquées dans le contrôle du comportement de reproduction (amygdale médiale, noyau préoptique médian, noyaux moteurs médullaires),,. L'essentiel du contrôle global du comportement sexuel est donc vraisemblablement appris.
Par ailleurs, le rôle des structures cérébrales dans le contrôle du comportement sexuel a peut-être été parfois surévalué. En effet, par exemple dans la description initiale du réflexe de lordose par Donald Pfaff en 1994, l'arc réflexe médullaire, qui est une structure périphérique, avait un rôle fonctionnel. Dans un article ultérieur de Van der Horst et Holstege, sans aucun argument le rôle médullaire n'était plus cité et c'était une structure plus centrale, la région grise périacqueducale, qui avait le rôle fonctionnel principal dans le contrôle de la lordose. Or à l'époque le concept de « système moteur émotionnel » était populaire, ce qui a peut-être influencé des interprétations de données expérimentales dans le sens d'un contrôle plutôt central et global que périphérique et local.

#### Rôle des phéromones
Un autre point de controverse concerne l'importance et le rôle exact des phéromones. Chez les rongeurs, les phéromones sont impliqués dans l'excitation sexuelle, et l'orientation sexuelle,,. Mais qu'en est-il chez l'être humain ? La plupart des chercheurs adopte une position nuancée ou ne se prononcent pas, mais certains auteurs, comme Nicoli ou Lucy Vincent, supposent sans preuves que les phéromones ont dans le comportement sexuel humain, de manière inconsciente, le même rôle majeur d'excitation et d'orientation sexuelle qu'ils ont chez les mammifères inférieurs,.
Mais les expériences réalisées ne montrent que des effets physiologiques et émotionnels mineurs,,. De plus, comme déjà plusieurs fois indiqué, tant chez les grands singes que chez l'être humain, lorsque le contexte le permet, les jeunes ont des activités sexuelles bien avant la puberté, ce qui montre que les phéromones sexuelles (et les hormones) n'ont pas un rôle prépondérant dans les activités érotiques,,,,.
L'effet des phéromones est sans doute similaire à celui des hormones : une influence modérée qui se traduit par une faible variation de l'intensité et de la fréquence des activités érotiques au cours des saisons et du cycle menstruel. En extrapolant les résultats obtenus sur les rongeurs,, les phéromones influenceraient la part des activités hétérosexuelles dans la sexualité (plus l'influence des phéromones est forte, plus il y a d'activités hétérosexuelles).

#### Erreurs expérimentales
Pankevich n'a pas réussi à reproduire les résultats obtenus en 2002 par l'équipe de Catherine Dulac. Ce qui remettrait en question le rôle de l'organe voméronasal dans l'orientation sexuelle des rongeurs. Mais Catherine Dulac a reproduit ses résultats en 2007 avec différents protocoles expérimentaux, et suppose que l'absence de résultats de Pankevich provient de problèmes postopératoires après la destruction de l'organe voméronasal des animaux. À noter que cette controverse ne remet nullement en cause le modèle du « comportement érotique », la question ici est de savoir si c'est l'organe voméronasal ou le système olfactif principal qui permet la reconnaissance du partenaire de sexe opposé. Si c'est l'organe voméronasal, l'altération des gènes de ce système voméronasal chez les Catarrhiniens permet de donner une explication rationnelle et concrète à la bisexualité des hominidés.

#### Facteur primordial
Personne ne remet en question l'importance des hormones et des renforcements dans la sexualité humaine. La controverse concerne essentiellement l'importance relative de ces deux facteurs majeurs : si les hormones sont prépondérantes, on reste dans un comportement surtout de reproduction, avec des activités érotiques secondaires, qui ne sont que des préliminaires ; si les renforcements / récompenses sont prépondérants, on est dans un comportement où le plaisir est primordial, et même s'il existe un circuit inné du coït vaginal, il n'est alors que le moyen d'une activité érotique, parmi d'autres, au service de la recherche des plaisirs érotiques et orgastiques.
En conclusion, les différentes critiques concernant le « comportement érotique » ne remettent pas en question des aspects cruciaux de ce modèle. Des recherches complémentaires sont nécessaires pour préciser certains aspects du modèle. Mais, globalement, ce modèle du « comportement érotique » apparaît comme le moins mauvais modèle qu'il est aujourd'hui possible de proposer, et qui permette d'expliquer le comportement sexuel de l'être humain.

## Conclusion
À l'issue de l'analyse des données phylogénétiques disponibles, il apparaît que les principaux facteurs biologiques innés (inhibition saisonnière du comportement sexuel, hormones sexuelles, phéromones sexuelles, renforcements / récompenses, lordose, érection, poussées pelviennes, réflexe éjaculatoire, libération de l'ovule lors du coït…), à l'origine du comportement de reproduction des mammifères inférieurs, ont beaucoup changé au cours de l'évolution. Chez les mammifères les plus corticalisés, les facteurs hormonaux et phéromonaux sont devenus secondaires tandis que les renforcements / récompenses et les facteurs émotionnels et cognitifs sont devenus prépondérants. Apparemment, chez tous les mammifères, ce sont toujours les mêmes facteurs qui sont à l'origine du comportement de reproduction, mais, comme les caractéristiques et l'importance relative de ces facteurs ont été modifiées au cours de l'évolution, la dynamique comportementale est différente.
Chez les hominidés et surtout chez l'Homme, il n'existe plus de comportement de reproduction inné, mais, en raison de relations spécifiques entre les renforcements / récompenses et les zones érogènes, il apparaît un nouveau comportement dont le but est la stimulation du corps. Ce comportement, qualifié de « comportement érotique », induit, indirectement, l'acquisition de la séquence du coït vaginal. Ainsi, la reproduction, pourtant fondamentale à la survie de l'espèce, n'est paradoxalement chez l'Homme qu'une conséquence indirecte de la recherche des plaisirs physiques.
Le plaisir érotique agit comme un principe organisateur et structurant : pour chaque personne, au cours du développement et des expériences, les activités érotiques deviennent de plus en plus typiques, élaborées, identifiées, conscientes et délibérées. À la maturité, le but recherché, les schèmes mentaux et les activités motrices sont alors structurés et organisés autour d'une finalité spécifique : celle de l'obtention des sensations érotiques, dont, surtout, la jouissance orgastique. Le plaisir érotique peut ainsi être considéré comme un facteur organisateur majeur du psychisme et des comportements.
Le développement du comportement érotique est similaire chez tous les hominidés. Mais chez l'être humain, ses grandes capacités intellectuelles sont à l'origine de croyances, de règles, de valeurs et de symboles qui complexifient le comportement érotique. Pour ces raisons, la sexualité humaine est bien différente de celle des autres hominidés.
La généralisation des résultats de cette étude à l'ensemble des comportements humains les plus complexes (sexuel, maternel, agression, socialisation…) suggère qu'il n'existerait pas d'« instincts » ou de « programmations » complètes et innées de ces comportements, mais plutôt tout un ensemble de processus neurobiologiques, innés mais élémentaires, à l'origine uniquement de tendances globales et approximatives. Ces tendances, au cours du développement et de l'interaction avec l'environnement, permettraient l'apprentissage par essais et erreurs de comportements relativement adaptés et appropriés à la survie de l'individu et de l'espèce.